# История Нормандии

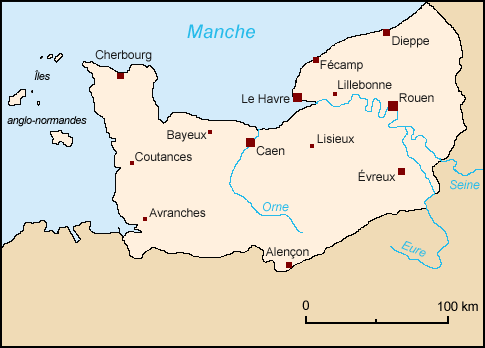
Нормандия в своих исторических границах

Герб герцогства Нормандия

История Нормандии охватывает прошлое административных регионов Франции Нижняя Нормандия и Верхняя Нормандия, а также герцогства Нормандия и бальяжей Джерси и Гернси.
Континентальные границы этой французской исторической провинции оставались практически неизменными на протяжении всей своей долгой истории, за исключением фактов передачи нескольких земельных участков в состав современных департаментов Эр и Луар, Майен, Уаза и Сарта ещё в эпоху формирования во Франции системы финансовых округов при Старом порядке. Дополнительно, при формировании системы департаментов после французской революции был произведён обмен несколькими анклавными коммунами с департаментами Майен, Кальвадос, Эр, Манш, Орн и Приморская Сена.
Эти земли, населённые поначалу кельтскими племенами (армориканцами в западной части и белгами в восточной), в 56 году до н. э. были покорены римскими легионами и затем присоединены императором Октавианом Августом к провинции Лугдунская Галлия. В IV веке император Грациан разделил провинцию на цивитаты (гражданские общины), сформировав таким образом исторические границы провинции. После падения Древнего Рима в V веке эти земли перешли под власть франков, короли которых поощряли развитие христианского монашества — в Нормандии основаны аббатство Сент-Уэн в Руане (около 641 года), Фонтенельское аббатство (около 649 года) и аббатство Жюмьеж (около 654 года), — а также замену пагов на цивитасы с последующей интеграцией земель Нормандии в Каролингскую империю. В конце VIII века на эти земли вторглись грабители викинги; они обосновались здесь и в 911 году образовали своё княжество, которое впоследствии стало герцогством Нормандия. После расширения территории, непрерывно происходившего на протяжении полутора веков, границы Нормандии закрепились и не менялись существенно, охватывая территорию двух современных французских регионов — Нижней Нормандии (департаменты Манш, Кальвадос, Орн) и Верхней Нормандии (департаменты Эр и Приморская Сена). Включенная в 1204 году в состав земель французской короны, Нормандия понесла огромный ущерб в эпоху Столетней войны, а также в период французских религиозных войн, поскольку Нормандия была одним из главных центров протестантизма во Франции. В XX веке в ходе военной операции по высадке союзников было разрушено множество городов этой исторической области, в особенности Сен-Ло, Гавр и Кан.
Впервые историческая Нормандия оказалась разделена вследствие Великой Французской революции. Второе разделение на два административных региона (после объединения при правительстве Петэна в 1941 году) произошло в 1956 году. Единство Нормандии было восстановлено в 2016 году .

## Первобытное общество и древний мир

### Нормандия до римского завоевания

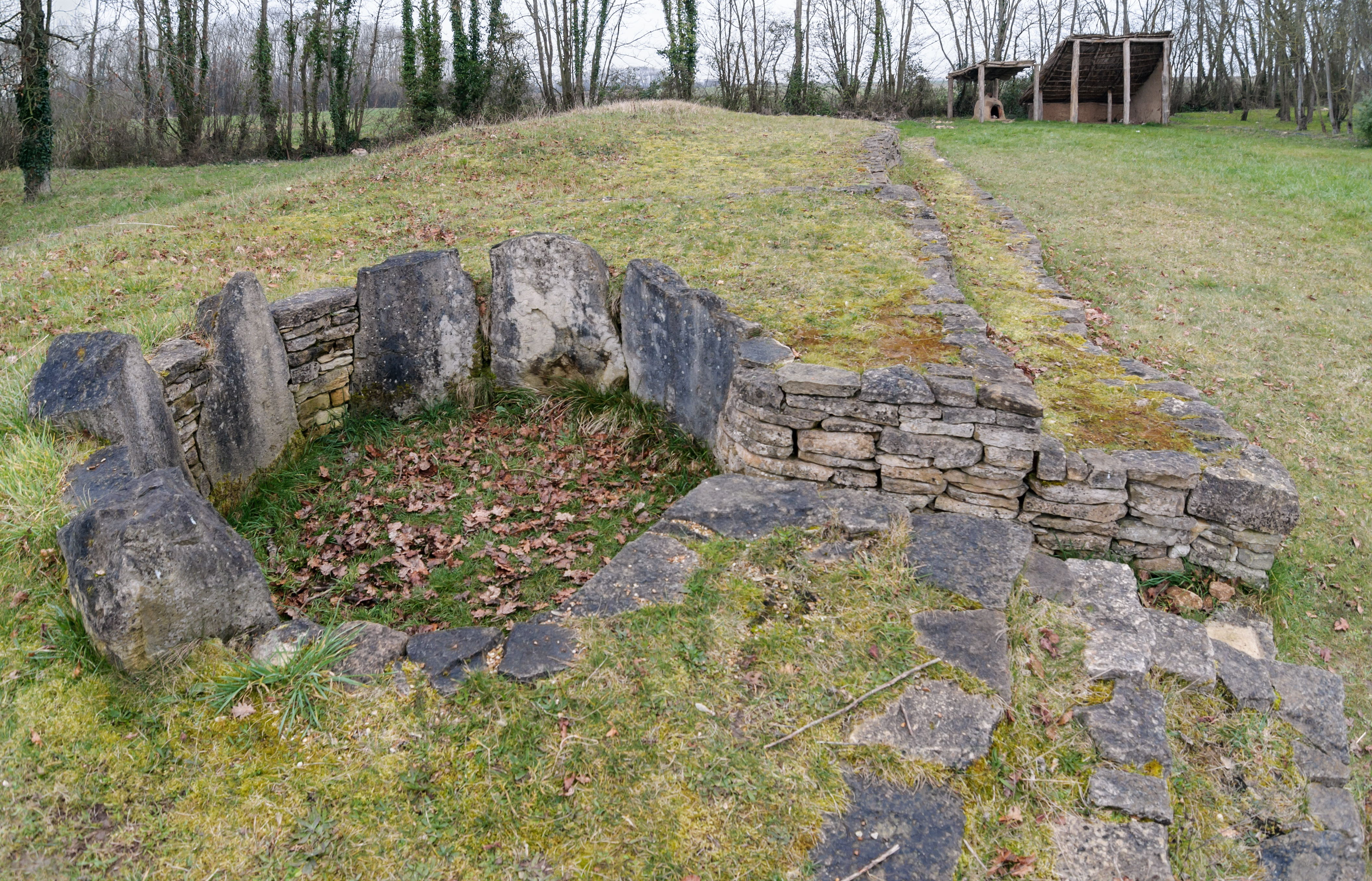
Тумулус периода неолита у коммуны Коломбье-сюр-Сёль в Кальвадосе

Присутствие человека на этих землях датируется доисторическим периодом, о чём свидетельствуют многочисленные каменные инструменты, найденные преимущественно в департаментах Эр и Кальвадос, а также, в меньшем объёме, в департаменте Приморская Сена. Грот в Гуи неподалёку от Руана, имеющий наскальные изображения, является самой северной в Европе пещерой с изображениями (ещё одна пещера, малоизученный грот д’Ориваль, расположена в 11 километрах от Гуи на левом берегу Сены). Равнина Нормандии довольно систематично усеяна множеством хорошо сохранившихся мегалитов.
История кельтского периода в Нормандии описана более подробно, благодаря огромному количеству однозначно датированных археологических источников. Эпоха галлов в Нормандии характеризуется важными археологическими находками, в числе которых золотой галльский шлем (IV век до н. э.), найденный у коммуны Амфревиль-су-ле-Мон (такой же железный представлен в музее в Лувье, а также объектами, в числе которых крупный некрополь в Питре (Эр), где найдены кремационные урны, боевые мечи и остатки гробницы, где воин погребён вместе со своей колесницей; другой некрополь датирован либо концом эпохи гальштатской культуры, либо началом латенской культуры, обнаружен неподалёку от коммуны Иф в Кальвадосе.

Схема расселения галлов на западе Франции

Кельтские племена белгов обосновались в Нормандии в несколько этапов с VI века до н. э. и до III века до н. э. Свидетельства Юлия Цезаря (Записки о Галльской войне) позволяют идентифицировать различные галльские племена, населявшие эти земли и сплочённых в оппидумах или в прилегающих к ним сельских поселениях. В 56 — 57 годах до нашей эры эти племена объединились для противостояния вторжению легионов Цезаря. После поражения галлов в битве при Алезии племена Нормандии продолжали сопротивляться ещё некоторое время, но к 51 году до н. э. полностью вся Галлия была покорена Римом.

### Римская культура в Нормандии

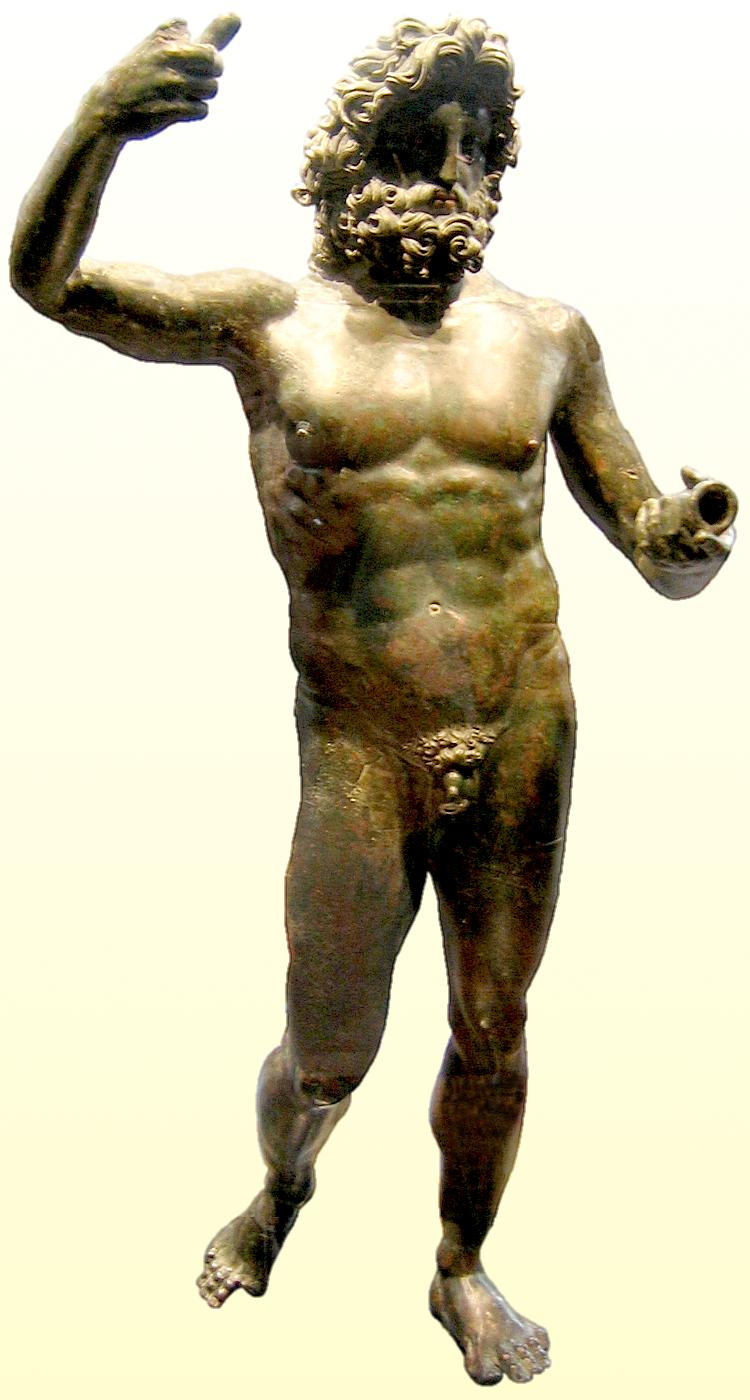
Найденная статуя Юпитера Статора (музей Эврё).

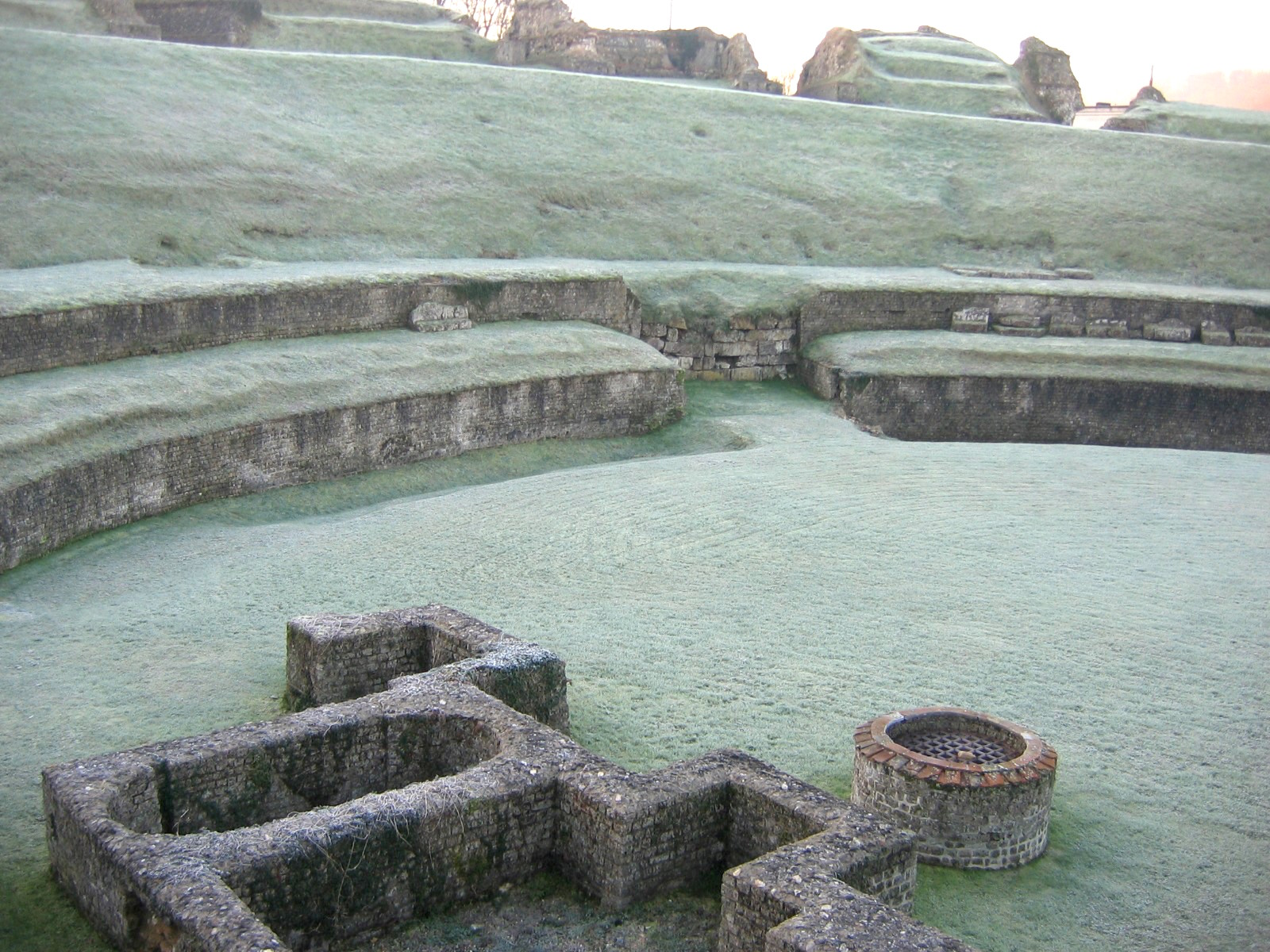
Галло-римский театр в Лилльбонне

В 27 году до н. э. император Октавиан Август переустроил галльские земли и передал некоторые территории в провинцию Лугдунская Галлия, центром которой был современный Лион. Романизация Нормандии, подобно другим регионам запада, происходила путём строительства римских дорог и развития градостроительства.
Известно о существовании на нормандской территории множества галло-романских вилл, в частности, благодаря археологическим раскопкам, проведённым в ходе строительства автотрассы A29 в Приморской Сене. Такие сельские жилища, строившиеся в центре соответствующих земельных хозяйств, имели в проекции один из двух планов. Виллы первого плана были удлинёнными и имели выходящий на юг фасад; второй тип вилл напоминал итальянские виллы, в центре которых находился квадратный двор. Именно к этому типу относилась шикарная вилла у Сент-Маргерит-сюр-Мер, между Дьепом и Сен-Валери-ан-Ко. При сооружении этих вилл использовались местные строительные материалы: кремень, мел, известняк, кирпичи, глиносолома. Купальни и некоторые другие комнаты обогревались по древнеримскому методу гипокауста (загородная вилла возле Вьё-ля-Ромэн).
Местные аграрные хозяйства, согласно Плинию Старшему, выращивали пшеницу и лён. И наконец, на древних нормандских равнинах имелось множество фанумов (небольшие храмы кельтской традиции, как правило, в форме квадрата). Один из них расположен к западу от Арфлера. В ходе раскопок археологи обнаружили на месте нормандских жилищ и гробниц множество терракотовых статуэток богинь. К тому же, на месте современной коммуны Ле-Вьей-Эвре находилось важное место паломничества, где были построены форум, римские термы, величественная базилика, два фанума, а также два огромных театра.

### Кризисы в III веке и падение империи
Начиная со второй трети III века множество нормандских поселений опустошались набегами «варваров». Обнаруженные следы пепелищ и монетные клады свидетельствуют об опасной жизни и неуверенности жителей северной Галлии. Прибрежные поселения сопротивлялись морскому пиратству саксов, а также нападкам франков и фризов. В такой обстановке римские власти внедрили систему береговой обороны в Манше и на Атлантике в Бретани, получившую название Саксонский берег, которая состояла из укреплённых фортов, разделённых по принадлежности на три командования. Настоящая территория Нормандии была включена в командование dux tractus armoricani et nervicani, контролировавшее побережье от Булони до эстуария Жиронда. В то же самое время в римскую армию призываются солдаты из германских племён и иммигранты получают разрешение проживать в Римской империи. Таким образом германцы набирались в армию для сражений с другими германцами.
На землях будущей Нормандии были размещены несколько легионов, в частности легион Prima Flavia Gallicana Constantia, который дал своё имя поселению Constantia (современная коммуна Кутанс) и пагусу Констанция (Котантен). Эта армия была размещена здесь по указанию императора Констанция I Хлора в 298 году; её нестроевой состав заполнялся свевами. При проведении реформ римского императора Диоклетиана (285—305 годы) Нормандия, ставшая самостоятельной как минимум административно, твёрдо отделилась от соседней Бретани. В этот исторический период также начинается христианизация римской провинции: историкам известно, что в 314 году Руан уже имел собственного епископа. Начиная с 406 года сюда прибывают огромные массы германцев и алано-гуннов, сокрушив последние оборонительные имперские лимесы и преодолев ожесточённое сопротивление римской армии и их наёмников. Саксы обосновались на нормандских берегах, в окрестностях Байё, который назывался Otlinga saxonia (первое упоминание в 844 году) или Otlinga Hardouini, а также на Нормандских островах. Многочисленные франки обосновались на землях возле Бре (фр. Bray) и частично на землях Ко (фр. Caux), поначалу как солдаты римской армии, а затем, после поражения римского наместника Сиагрия, побеждённого Хлодвигом, как солдаты новой силы.

## Средние века

### Раннее средневековье

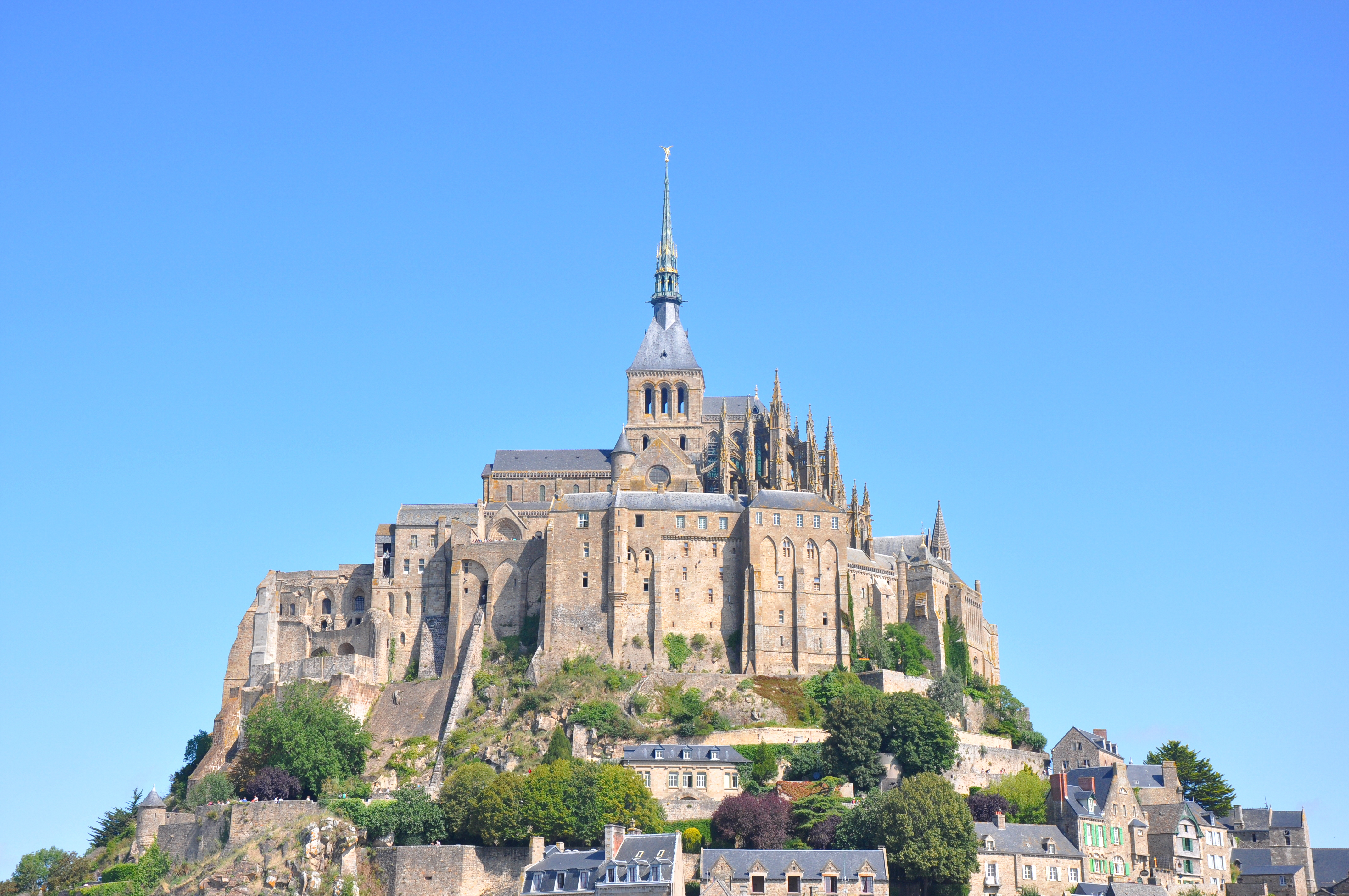
Мон-Сен-Мишель

С 486 года Галлия, на участке между реками Соммой и Луарой, переходит под контроль предводителя франков Хлодвига I. Франки были расселены неравномерно: очень плотно на востоке и крайне мало на западе современной Нормандии. Это отражено расположением некрополей в ряд между селениями Анверме, Лондиньер, Эрувиллет и Дувран. После смерти Хлодвига регион стал важнейшей частью Нейстрии, а Руан стал влиятельным городом. В этот период также произошло административное и военное разбиение территории на графства; граф франков был высокопоставленным государственным чиновником. Наконец, восточная область региона, находившаяся поблизости от Парижа, была местом жительства королей и принцесс меровингов.
Хотя западная часть будущей Нормандии была слабо населена франками, плотность расселения саксов была там высока, о чём свидетельствуют документы и археологические находки, в особенности на Канской равнине (в районе Бессен). В 843 и в 846 годах при короле Карле II Лысом в официальных документах ещё упоминается существование пага Otlinga Saxonia в районе Бессен. Значение термина Otlinga осталось неясным.
Благодаря изучению девяти некрополей появилась возможность датировать появление в Нижней Нормандии первых поселений саксов серединой V века. Присутствие саксов в археологическом слое длится в этой местности вплоть до конца VII века, после чего они полностью ассимилировались с местным населением.
Темп христианизации, начатой в эпоху поздней античности, наращивался в регионе: в главных городах строили соборы, вне городов строили церкви в честь святых, на дорогах возводили молельни и т. д. В течение длительного времени шёл процесс основания церковных округов. Самые малые приходы находились на Канской равнине, тогда как в бокаже приходы были крупнее. В эпоху Каролингов кладбища стали устраивать вокруг приходских церквей.
Монашество на землях Нормандии начало развиваться в VI столетии, преимущественно в малонаселённой западной части региона. В VII веке представители знати франкского происхождения основали несколько аббатств в долине реки Сена: аббатство Сент-Уан в Руане (около 641 года), Фонтенельское аббатство (около 649 года), аббатство Жюмьеж (около 654 года), аббатство Павийи в 662 году, аббатство Монтивилье между 682 и 684 годами. Вскоре эти нормандские аббатства приняли монашеский «устав святого Бенедикта». Эти аббатства владели крупными земельными участками на всей территории Франции, которые приносили высокие доходы. И на эти аббатства делалась ставка в династическом и политическом соперничестве.

### Вторжение скандинавов

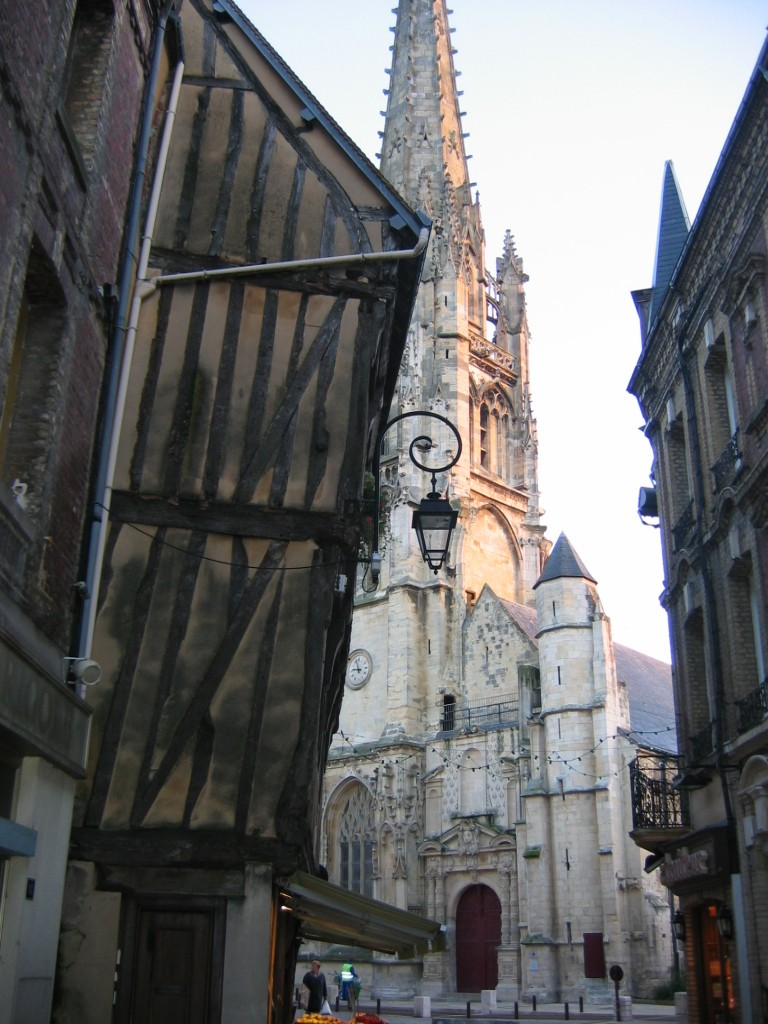
Церковь и фахверковый дом в городе Арфлёр

Нормандия обязана своим названием викингам-завоевателям, которые в первом тысячелетии дважды вторгались вглубь территории Европы (в 790—930 годах и затем в 980—1030 годах). Их называли Nortmanni или Normanni, что этимологически означало «северные люди». После этапного 911 года название Нормандия пришло на смену использовавшемуся прежде Нижняя Нейстрия.
Нормандская топонимика, а также множество местных фамилий, всё ещё хранят следы этих скандинавских вторжений.
Первые набеги викингов случились в период между 790 и 800 годами на западном побережье Галлии. Вскоре прибрежные земли Нейстрии перешли под правление императора Запада Людовика I Благочестивого (годы правления 814—840). Вторжение 841 года опустошило Руан и Жумьеж. Викингов привлекали монастырские сокровища, которые были лёгкой добычей, поскольку церковники не могли защитить их. В ходе вторжения 845 года викинги поднялись по Сене и разграбили Париж. Обычно набеги производились летом, а на зиму викинги возвращались с трофеями обратно в Скандинавию.
Однако, начиная с 851 года, викинги стали зимовать в низовьях Сены; они сожгли Фонтенельское аббатство, монахи в 858 году были вынуждены бежать в Булонь-сюр-Мер, а в 885 году — в Шартр. Мощи святого Онорина перевезли в аббатство Гравиль неподалёку от селения Конфлан в окрестностях Парижа. Часть монастырских архивов и библиотеку также перевезли, но большая часть была сожжена.

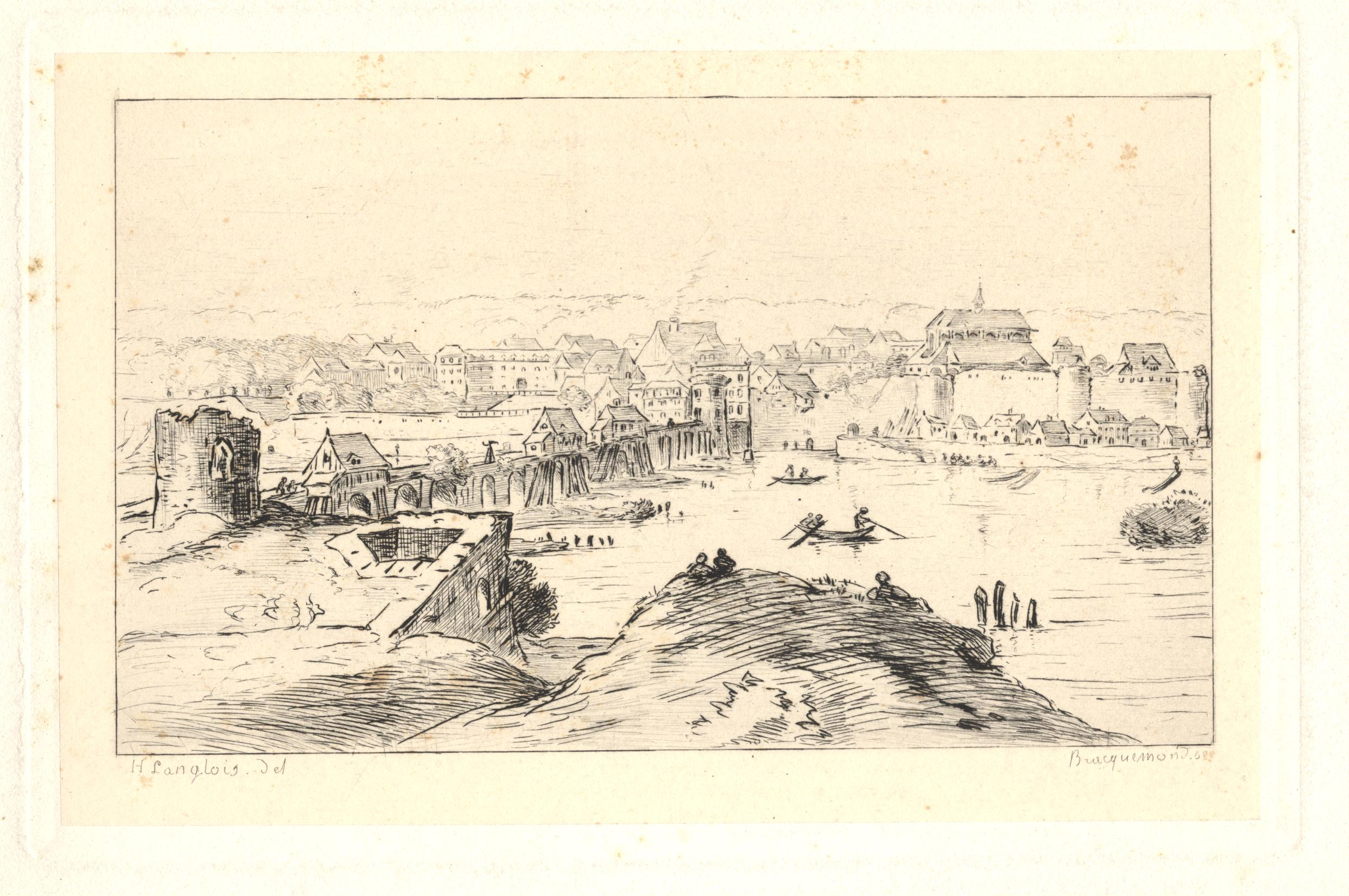
Укреплённый мост через Сену в Пон-де-л'Арше

Политика каролингских королей была непоследовательна, что имело тяжёлые последствия. В 867 году, согласно Компьенскому договору, король Карл II Лысый уступил бретонскому королю Саломону графство Котантен, при условии принесения ему клятвы верности и оказания помощи в противостоянии викингам. Между 862 и 869 годами Карл Лысый соорудил в Питре деревянный мост через Сену, защищённый с двух сторон каменными предмостными укреплениями, которые в свою очередь сами были защищены двумя укреплениями, одно из которых впоследствии стало городом Пон-де-л'Арш. Важные сражения прошли здесь в 881 году. Тем не менее, несмотря на значительные укрепления, франки не смогли защитить эту местность. Постоянный гарнизон был слишком слаб, а собирать войска оперативно не получалось.
В 911 году предводитель викингов Роллон заключил соглашение с каролингским королём Карлом III Простоватым. По условиям этого Сен-Клер-сюр-Эптского договора король доверил Роллону охрану Руанского графства, земли которого примерно соответствовали современному региону Верхняя Нормандия, в обмен на признание короля Франции своим сеньором (вассальный обет принесён в 940 году) и обязательство пройти обряд крещения. Роллон также был обязан защитить эстуарий Сены и Руан от скандинавских набегов. Благодаря поэтапным завоеваниям, расширялась территория, находившаяся под нормандским суверенитетом, включив в 924 году графство Иемуа и Бессен.

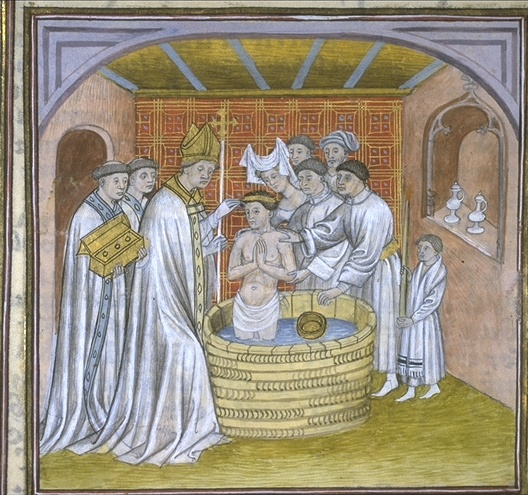
Крещение Роллона архиепископом Руана (библиотека Тулузы)

В 933 году нормандские викинги заняли Котантен и Авраншен, принадлежавшие бретонским викингам, которыми управлял Инкон. В том же году король Франции Рауль I был вынужден уступить нормандскому герцогу Вильгельму I «земли бретонцев, расположенные на берегу моря». Такое выражение указывало на территорию Котантена и Авраншена вплоть до реки Селюн, которая тогда протекала по южной границе. В период между 1009 и 1020 годами земли между реками Селюн и Куэнон были отвоёваны у бретонцев (которые освободились от викингов в 937 году), в результате чего остров Мон-Сен-Мишель окончательно стал нормандским. Вильгельм I Завоеватель расширил владения, завоевав в 1050 году Пассе, стоящий на реке Мен. Руанские архиепископы побуждали нормандских герцогов к расширению своих владений, что приводило также к расширению церковной провинции Руана.
Множество зданий, как в городах, так и на равнине, было разграблено, сожжено или разрушено набегами викингов. Церковные источники сильно очерняют реальную картину, учитывая что ни одно поселение не было уничтожено полностью. При этом все монастыри подвергались грабежам викингов, и все нормандские аббатства были разрушены. Передача власти в руки Роллона и его преемников привела к быстрому восстановлению нормального положения.
Слияние скандинавов и местного населения способствовало появлению самого могущественного феодального образования на территории империи Запада. Динамичное развитие и навыки кораблестроения, о чём свидетельствует нормандская, а затем и французская, техническая лексика, позволили впоследствии отправиться на завоевание Англии, южной Италии, Сицилии и Ближнего Востока в крестовых походах.

### Герцогство Нормандия (X—XIII века)

Герцогство Нормандия в X и XI веках

#### Период до Вильгельма Завоевателя
В распоряжении историков имеется мало письменных источников, относящихся к этому периоду истории Нормандии: Дудо Сен-Кантенский, Гильом Жюмьежский, Ордерик Виталий, Вас и т. д. В дипломатических источниках указывается на существование двора герцогов.

##### Могущество герцогов Нормандии в XI веке
Роллон был верховным предводителем — «ярлом» — своих викингов. После 911 года он стал графом Руана. Его преемники поначалу носили титул графа Нормандии (вплоть до Ричарда II). Затем они были возведены в герцогский титул, ставший вакантным после восхождения на трон Капетингов, герцогов франков. В Нейстрии мог быть только один герцог и этот титул носили представители семьи робертинов; впоследствии степень герцога перешла нормандским правителям, а титул герцога франков был упразднён. Герцоги Нормандии обладали правом бана и признавали сюзеренитет короля Франции. Нормандия не стала исключением из общего течения той эпохи, направленного на присвоение элементов государственной власти локальными владетелями: герцоги чеканили собственную монету, вершили правосудие и взимали налоги (к примеру, пошлина за право выставлять свой товар на рынках). Они набирали собственную армию и определяли большую часть прелатов своего архидиоцеза. Таким образом они практически не зависели от короля Франции, даже несмотря на то, что приносили оммаж каждому новому монарху Франции.
Герцоги Нормандии поддерживали тесные связи с другими монархами, в особенности с королём Англии: Эмма, сестра Ричарда II, вышла замуж за короля Англии Этельреда Неразумного. Они удостаивали членов своей обширной герцогской фамилии титулами графов и виконтов, которые появились около 1000 года. Герцоги Нормандии сумели сохранить определённую часть скандинавских традиций, к примеру, они обладали правом отправлять в ссылку, правом иметь флот и правом на внебрачное сожительство. Однако, в отличие от других владетелей земель на севере Франции, нормандские герцоги, заботясь о себе, препятствовали в получении шателенами слишком широких полномочий, а земельные поместья, находившиеся во владении герцогов Нормандии, были более крупными, чем поместья других владетелей. Такое обилие земельных владений позволило герцогам вернуть земли аббатствам и заручиться поддержкой вассалов путём раздачи феодов. Однако в течение XI столетия такая феодальная политика существенно сократила объём земельных владений династии, и только завоевание Англии герцогом Вильгельмом Завоевателем позволило герцогам Нормандии вернуть себе статус самого крупного во Франции землевладельца.

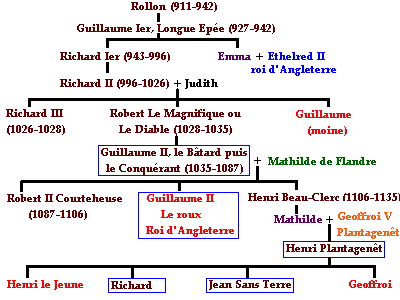
Упрощённая генеалогия герцогов Нормандии

Двор герцога в XI веке не имел чёткой структуры и часто обновлялся. Он состоял из светских и церковных аристократов, называемых «грандами». Эти «гранды» приносили клятву верности наследнику герцогства. Канцелярия в это время ещё отсутствовала, а число письменных документов пока незначительно.
В число аристократов герцогства входила небольшая группа людей, имевших скандинавское происхождение, к примеру род Аркуров, но большая часть грандов Нормандии имела франкские корни, к примеру, дом Беллемов, дом Тони. В начале XI века на западе герцогства нормандские семьи соединялись с бретонскими, а также с Анжуйскими. Все эти аристократы давали обет верности герцогу Нормандии, а тот выделял им земельные участки. Начиная с 1040-х годов понятие барон означает принадлежность к избранной части рыцарей и спутников герцога. При этом понятие вассал появилось в документах только около 1057 года. Слово фьеф стало встречаться также в середине XI века. Ричард I назначал графов из числа членов своей семьи, но при этом заботился чтобы они не образовывали слишком влиятельных родственных союзов.

##### Экономика
В начале XI века Нормандия была звеном сети товарообмена, ориентированной на северо-запад Европы. Руанские торговцы в этот период уже посещали Лондон, где торговали вином. Руан ещё принимал рабов, которых доставляли сюда викинги. Движение денежной массы было более активным, чем в соседних землях.

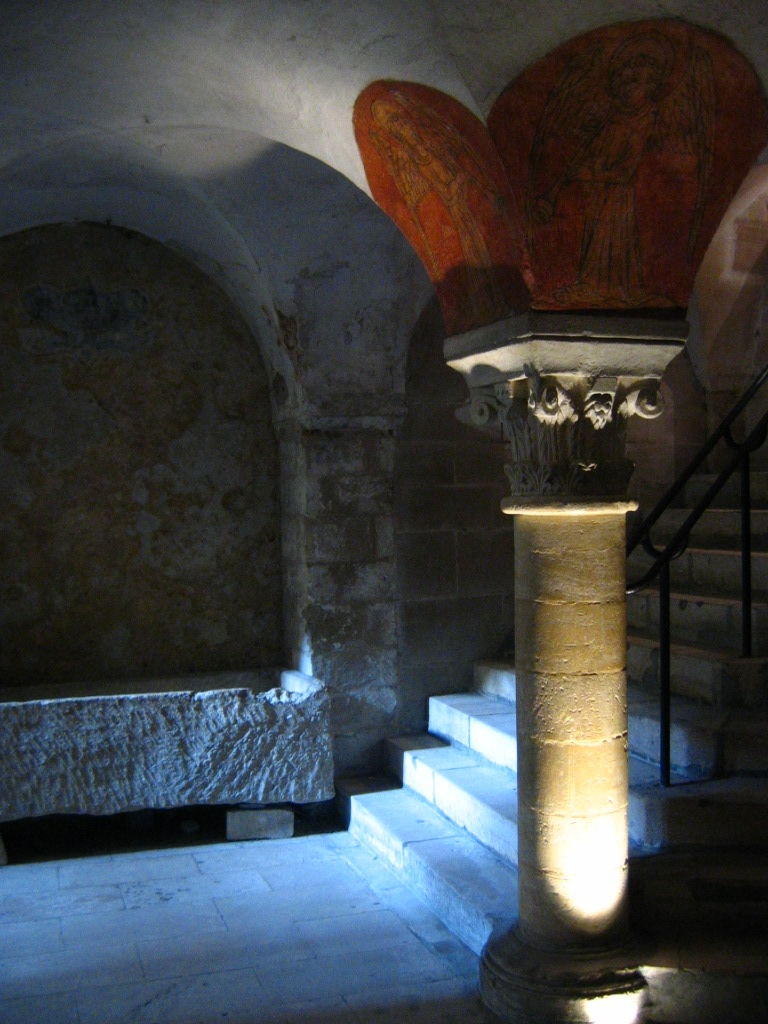
Крипта собора в Байё, XI век

##### Жизнь крестьян
В Нормандии не знали крепостного права, что было большой редкостью в ту эпоху, и применяли акр в качестве земельной меры. Земельные держания передавались вассалам в качестве vavassories или villainage, и постепенно происходила замена каролингской системы крестьянских семейных наделов (мансов). В отличие от других французских регионов, в Нормандии обязательная барщина на землях сеньора была незначительной.
Тем не менее, в процессе изучения местных поземельных реестров (так назывались земельные книги сеньорий) были обнаружены обязанности, которые в иных регионах считались крепостническими — «formariage» (брак с крепостным из другой сеньории или с лицом иного положения) и «mainmorte» (право наследования имущества крепостного, реализуемое сеньором), — а также барщины, которая не оставляла крестьянам времени на занятие своей землёй.

##### Строительство
Градостроительное и церковное восстановление западной Нормандии после окончания эпохи вторжений заняло много времени и проходило поэтапно. Только после 1030 года начали восстанавливаться крупные нормандские монастыри (случай Мон-Сен-Мишель является исключением). Епископские города Кан и Валонь до 1025 года ничем не отличались от других городов. Герцоги занимались восстановлением монашеской жизни в Нормандии, примером чего служит возрождение в 960 году Фонтенельского аббатства. Ричард I распорядился восстановить монастырскую церковь в Фекане. Но именно при Ричарде II сюда пришёл реформатор Гильом де Вольпьяно, вдохнувший новую жизнь в аббатства, распространив бенедиктинский устав. Роберт I основал аббатство Серизи-ла-Форе в 1032 году.

#### Итальянское и сицилийское похождение
Небольшая горстка норманнов отправилась испытывать свою судьбу в Средиземное море. Удача была на их стороне; им даже удалось основать новую династию. Это были сыновья мелкого нормандского дворянина Танкреда де Готвиля — Вильгельм Железная Рука, Роберт Гвискар, Рожер де Готвиль, и затем сын последнего Рожер II, ставший первым королём Сицилии. Норманны южной Италии сыграли существенную роль в истории Византии и в крестовых походах.

#### Достижения Вильгельма Завоевателя
Жизнеописание Вильгельма Завоевателя известно нам благодаря работам хроникёра и его биографа Гийома де Пуатье (фр. Guillaume de Poitiers).
В ходе своего паломничества скончался герцог Роберт I, после чего в Нормандии началось десятилетие неразберихи, пришедшее на юные годы Вильгельма. Около 1046 года часть сеньоров устроила сговор, имевший целью отстранить Вильгельма и привести к власти Гилберта, графа де Брионна и внука Ричарда I. Опираясь на поддержку короля Франции Генриха I, 20-летний Вильгельм обуздал мятежных сеньоров в 1047 году в битве в долине Дюн. Вплоть до 1055 года он избавился от нескольких самых амбициозных грандов, происходивших из герцогского рода. Он отнял ленные владения герцога Арка и восстановил порядок, грамотно проводя политику распределения земель. Дополнительно он очень твёрдо контролировал основу своей власти, виконтов. Для расширения круга своих сторонников он, нарушив запрет папы Льва IX, взял в жёны Матильду, дочь графа Фландрии Бодуэна V и племянницу короля Франции.

##### Завоевание Англии

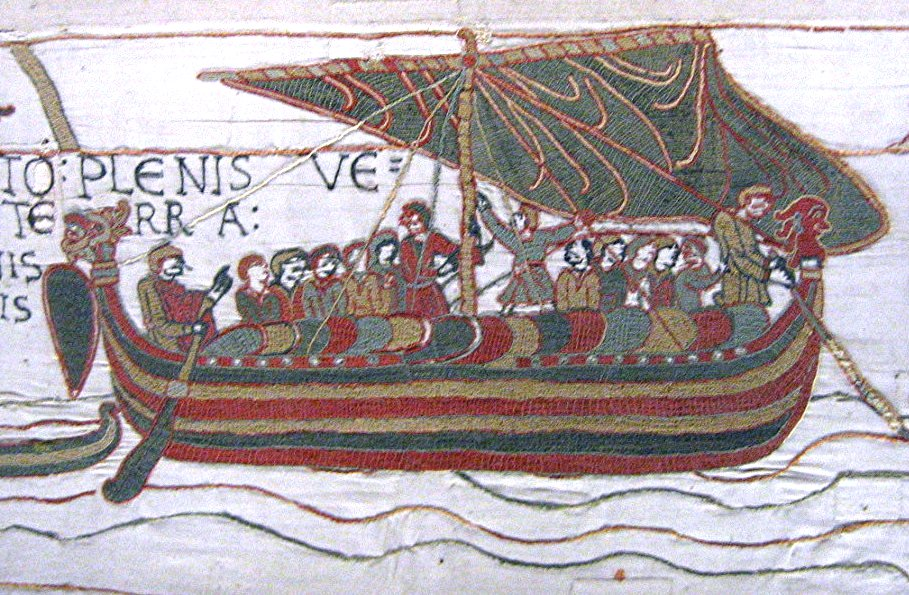
Гобелен из Байё

В 1050 году король Англии Эдуард Исповедник призвал Вильгельма для сопротивления угрозам со стороны своей знати. Он не имел прямых наследников и пришёл к мысли, что Вильгельм мог стать его наследником после смерти, которая произошла 5 января 1066 года. Между тем, Гарольд II Годвинсон, зять умершего короля, распорядился короновать себя в Вестминстере, став последним англосаксонским правителем Англии. После этого Вильгельм решает добыть своё наследство силой и высадился на побережье Англии.
В это время войска Гарольда отправились на отражение нового вторжения викингов в Англию, во главе которых стоял король Норвегии Харальд Суровый, также стремившийся к английскому трону. Так произошла битва при Стамфорд-Бридже, где викинги потерпели поражение. Войска Вильгельма и Гарольда сошлись 14 октября 1066 года в 10-часовой битве при Гастингсе, где Гарольд был убит. 25 декабря того же года Вильгельм короновался королём Англии в Вестминстерском аббатстве.

##### Последствия
Обладая королевским троном, Вильгельм в годы своего правления существенно упрочил нормандское герцогство. Его политика подкреплялась богатством, приобретённым в результате завоевания Англии. Таким образом знать Нормандии получила во владение земли по ту сторону пролива Ла Манш. Вильгельм внимательно следил за происками своего сына Роберта Куртгёза. Его выросшее могущество возбудило подозрение короля Франции. Наследство Вильгельма было разделено следующим образом: Английские земли отошли Вильгельму II Рыжему, а Нормандия досталась старшему сыну, Роберту Куртгёзу. Однако после смерти Вильгельма в 1087 году не удалось избежать братских и междоусобных столкновений, которые продолжались до 1106 года.

##### Период безвластия
Роберт Куртгёз, участвуя в первом крестовом походе, отправился в Святую землю. На момент возвращения из похода его брат Вильгельм II Рыжий уже умер, а английский трон захватил его младший брат Генрих Боклерк. Генрих в 1106 году одержал победу над братом в битве при Таншбре.

#### XII век

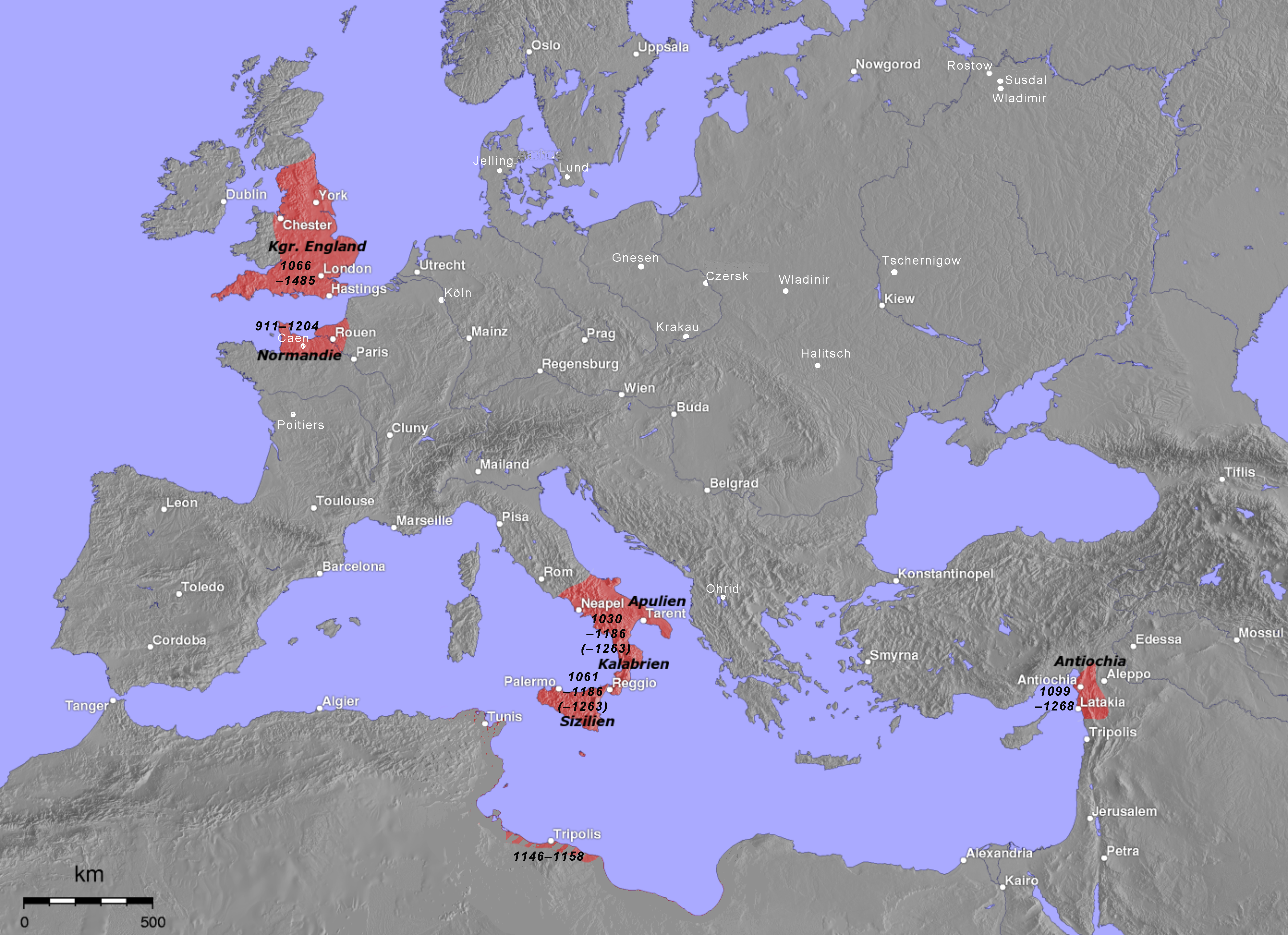
Норманнские владения в XII веке

Герцогу Генриху Боклерку пришлось противостоять притязаниям дома Беллемов, который опирался на поддержку графа Анжу и короля Франции. К тому же, династическая преемственность оказалась под угрозой, когда в 1120 году в знаменитом кораблекрушении «Белого корабля» погиб единственный сын Боклерка. После этого нормандские бароны признали законной наследницей герцогства дочь Боклерка Матильду. В 1128 году она вышла замуж за 15-летнего Жоффруа V Плантагенета, графа Анжу и Мэна.
После смерти Генриха Боклерка в 1135 году случился новый династический кризис — Стефан Блуаский, племянник Генриха и внук Вильгельма Завоевателя по матери Аделе, потребовал себе трон Англии. Связанная с этим неразбериха продолжалась следующие 20 лет. Стефан Блуаский принёс оммаж за герцогство Нормандия своему сеньору, королю Франции. Жоффруа Плантагенету пришлось провести несколько военных походов, чтобы добиться наследства своей супруги. В 1144 году он побеждает у Руана и под Арком.
После смерти Жоффруа Плантагенета Нормандию наследовал его сын Генрих II Плантагенет. Он существенно расширил свои владения, взяв в жёны в 1154 году наследницу Аквитании герцогиню Алиенору. После этого события Нормандия стала частью огромной страны Плантагенетов, простиравшуюся от Шотландии на севере, до Пиренеев на юге. Историческая область Вексен, находившаяся на стыке между герцогством Нормандия и землями французской короны, была постоянным предметом споров между королями Франции и герцогами Нормандии. После смерти Генриха II в 1189 году ему наследовал его сын Ричард I Львиное Сердце. Он отправился в крестовый поход, возвращаясь из которого был пленён в 1193 году. Младший брат, Иоанн Безземельный, предпринял попытку занять место Ричарда, для чего обратился за поддержкой к королю Франции Филиппу II Августу. В расчёте на такую поддержку Иоанн уступил Франции часть земель и укреплений на востоке герцогства, среди которых была область Вернёй. В феврале 1194 года король Франции захватил Эврё, Небур и Водрёй, после чего атаковал Руан. Освободившись из плена, Ричард смог вернуть себе область Вернёй. Пользуясь передышкой, в течение года Ричард построил на Сене замок Шато-Гайар, выше по течению от Руана.

#### Конец Нормандии Плантагенетов (начало XIII века)
Король Англии и герцог Нормандии Ричард I Львиное Сердце скончался в апреле 1199 года; 25 мая того же года его брат Иоанн Безземельный в Руане короновался герцогом Нормандии. Иоанн пользовался дурной репутацией в Средние века, главным образом из-за проводимой политики ужесточения налогового бремени. Он принёс оммаж королю Франции и согласился заключить договор Гуле. Иоанн Безземельный принудительно взял в жёны Изабеллу Ангулемскую, уже помолвленную с Гуго X де Лузиньяном, бывшего также как и Иоанн, вассалом короля Франции. Оскорблённая семья Лузиньянов обратилась в поисках справедливости к своему сюзерену, Филиппу Августу, который призвал к себе Иоанна и пригрозил конфискацией его владений, в случае отказа явиться. Другими словами, на основе положений феодального права, французский сеньор изъял у своего вассала земли. Король Франции передал эти земельные владения племяннику Плантагенета, герцогу Бретани Артуру I, хотя саму Нормандию оставил себе. 
Летом 1202 года Филипп Август захватил земли Бре. Иоанн Безземельный распорядился убить пленённого племянника Артура, а его нормандские бароны, под нажимом короля Франции, прекратили сопротивление. 
Осаждённый летом 1203 года замок Шато-Гайар стойко продержался до 6 марта 1204 года. 21 мая французы овладели городом Кан. Наконец, 24 июня 1204 года войска Филиппа Августа вошли в Руан, подавив сопротивление его жителей — король Франции завоевал Нормандию и присоединил её территорию к землям французской короны, обеспечив казну новыми доходами, а своих чиновников новыми должностями в прежнем герцогстве.

##### Итоги эпохи герцогства

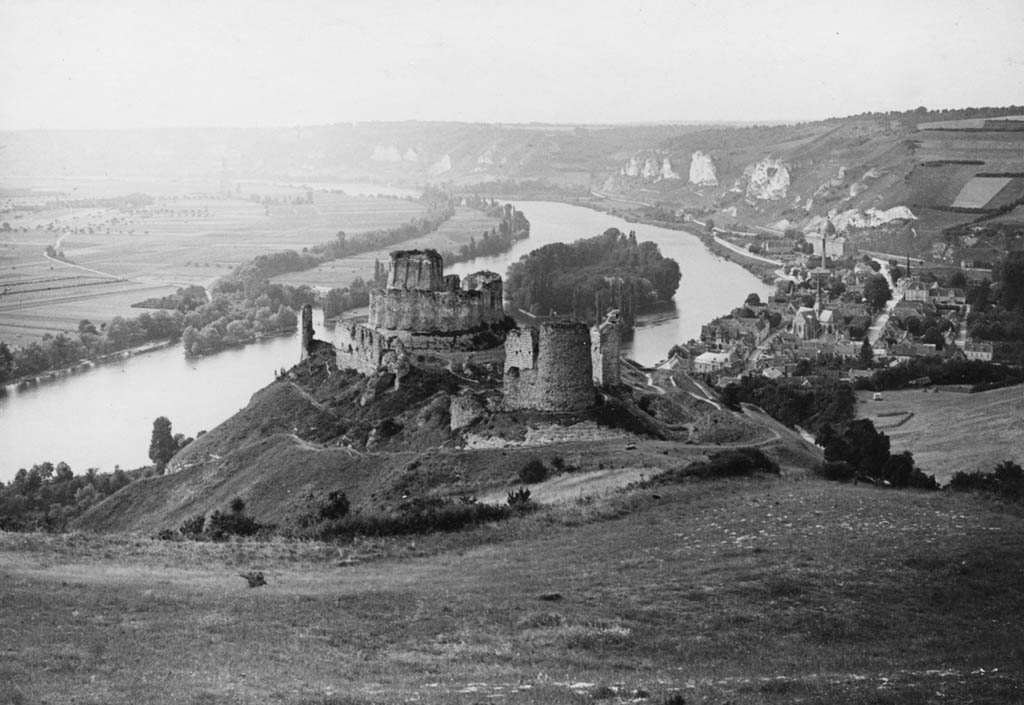
Руины замка Шато-Гайар над Сеной

Этот исторический период стал для герцогства Нормандия, по сути, бывшего остатком Западно-Франкского королевства, эпохой существенного демографического и экономического роста. Период характеризуется бурным поднятием целинных земель под управлением аббатств или местных семейств — раскорчёванные участки получали названия, образовавшиеся от имён своих целинников. Новые посёлки и городки рождались в эту эпоху. Нормандские сеньоры дробили свой резерв, вызывая появление земельных наделов предоставленных в статусе пожизненной аренды, ставших прообразом «недворянских вотчин» (фр. fiefs roturiers). Успехи аграрной отрасли хозяйства обусловлены массовым применением трёхпольной системы севооборота, повысившей урожайность, использованием лошадей в качестве тягловых животных. Отмечено более раннее, чем в соседних регионах, проникновение денежных отношений — начиная с XI века все жители Нормандии платили прямой налог наличными деньгами. В конце XII века в Нормандии начала распространяться земельная рента.
Развивалась речная коммерция, а руанские торговцы были освобождены от уплаты пошлин в Лондоне. В XII веке несколько нормандских селений процветали благодаря своим суконным мастерским.
В XI веке нормандские бароны владели несколькими феодами. Они получили свои владения непосредственно из рук герцога и, следовательно, приносили ему оммаж. Затем сеньоры, владевшие землёй, стали строить в своих владениях резиденции по типу мотта. Сеньоры поощряли образование посёлков и предместий в округе. В зависимости от этих сеньоров находились так называемые вальвассоры, управлявшие частями феодального владения, которые назывались «вальвассориями». 
Некоторые семейные династии быстро вымерли[почему?]. 
Среди крестьян стали выделяться группы зажиточных земледельцев, обладавших орудиями труда и тягловыми животными. Крепостных в Нормандии практически не было.

### Нормандия — провинция Франции

#### Интеграция
Проводимая королём Филиппом II Августом политика, способствовала интеграции герцогства в королевский домен, поскольку он предусмотрительно сохранил нормандскую специфику. Король подтвердил действие Руанского уложения, которое наделяло руанских торговцев монопольным правом навигации по Сене. Также он оставил в действии Палату шахматной доски Нормандии и Сборник кутюм Нормандии (обычаи, имевшие силу закона). Король оставил в Нормандии институт виконтства, поскольку желал контролировать своих вассалов. При этом по всему региону были назначены французские бальи и кафедральные капитулы получили право выбирать своего епископа.
XIII век стал эпохой экономического расцвета Нормандии, находившейся под защитой Капетингов. Крестьяне, поощряемые сеньорами и королём, распахивали новые земли. Практически повсюду появлялись новые посёлки и городки, наделённые привилегиями. Аграрное производство диверсифицировалось; крестьяне выращивали пшеницу, ячмень, вайду, марену, лён, коноплю, бобовые.
Стали расширяться города, например, Руан получил третью городскую стену. Ярмарки привлекали торговцев из соседних регионов. Король Филипп IV основал в Руанском порту арсенал (фр. Clos aux galées). Руанские коммерсанты экспортировали в Англию пшеницу и вино, и возвращались домой с оловом, шерстью и сукном.

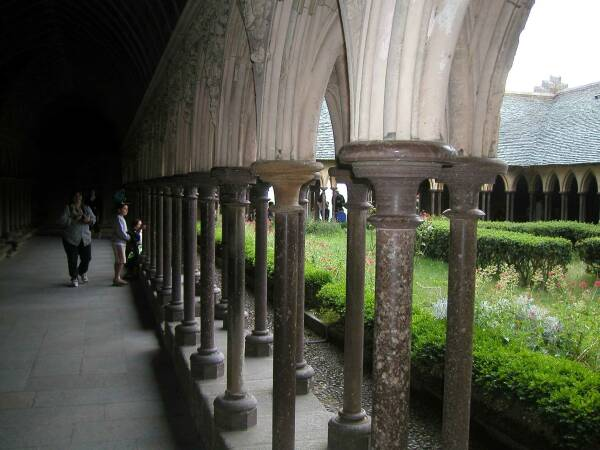
Внутренняя галерея аббатства Мон-Сен-Мишель

#### Кульминация готики
В первой половине XIII века нормандская архитектура еще сохраняла свою самобытность — стройность сооружений, квадратные в основании фонарные башни (Руан). В дальнейшем французская готика оказала влияние на нормандскую архитектуру. Благодаря нововведениям здания стали простыми и светлыми внутри (исчезли балконы, галереи и аркбутаны). Строительные работы финансировали нормандские гранды и короли Франции, к примеру Филипп II Август содействовал строительству великолепного Мон-Сен-Мишель.

#### Причина перелома конца XIII века
В Руане нарастали народные волнения, связанные с налогами. Так, в ходе массовых беспорядков 1281 года был убит мэр и разграблены дома знати. В этой обстановке король Филипп IV ликвидировал муниципалитет и отменил монопольное право руанцев на торговлю по Сене. Тем не менее в 1294 году жители Руана выкупили свои свободы обратно. Махинации с составом королевских монет понижали доходность мещан от ренты. Смерть короля Филиппа IV придала новый импульс народным волнениям, и король Людовик X в 1315 году даровал Норманнскую хартию вольностей. Позже, в 1339 году, власть предоставит ещё одну, так называемую, Вторую хартию вольностей Нормандии, в которой будет вновь подтверждена самостоятельность Нормандии в вопросах правосудия и налогообложения. Для улаживания финансовых проблем королевства были созваны Штаты Нормандии. В дальнейшем, деятельность Штатов станет постоянной и они обретут большое влияние.

### Нормандия в эпоху Столетней войны (XIV—XV век)

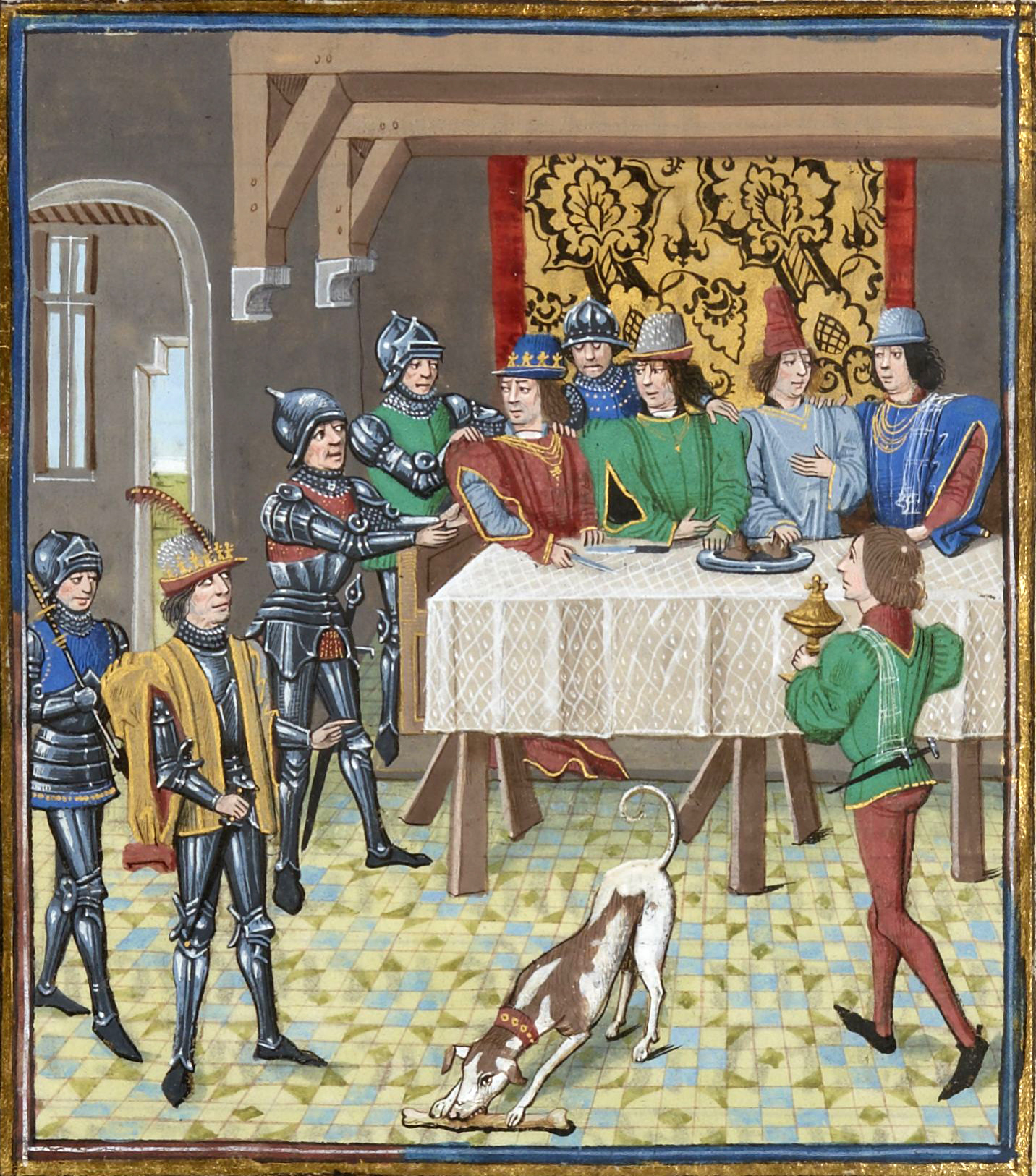
Иоанн Добрый приказывает арестовать Карла Злого

В 1337 году между королевствами Францией и Англией разразилась знаменитая Столетняя война и Нормандия не была её причиной. Наоборот, вследствие своей длительной англо-норманнской истории, Нормандия очень быстро стала мишенью в этой войне. В 1346 году английский король Эдуард III высадился со своим войском на полуостров Котантен, прошёл через территорию Нормандии, грабя и разрушая всё на своём пути. Затем англичане вернулись домой, одержав победу в битве при Креси в Пикардии.
В 1348 году в Нормандию пришла пандемия чумы — «чёрная смерть»; вызвав позже повторные эпидемии в регионе. В соединении с опустошением и голодом, чума нанесла огромный урон населению региона. В этой тяжёлой обстановке в 1382 году в Руане начались народные волнения, направленные против налогов.
Нормандия стала ареной жестокого противостояния между королём Франции Иоанном II и королём Наварры Карлом II. Последний был правнуком короля Филиппа IV Красивого по матери и отстаивал свои права на трон Франции. Владея землями на территории Нормандии, в частности графством Эврё, он вступил в сговор с англичанами в начальный период Столетней войны. Расширив свои нормандские владения по Мантскому договору от 22 февраля 1354 года, Карл II был арестован и заключён в замок Шато-Гайар, откуда ему удалось бежать 09 ноября 1357 года. В дальнейшем он занялся разжиганием народных волнений на почве высоких налогов в Нормандии. Французская армия под командованием коннетабля Бертрана Дюгеклена сражалась с ним 16 мая 1364 года в битве при Кошереле. Согласно условиям Авиньонского договора, заключенного в марте 1365 года, Карл II признал себя побеждённым и уступил свои нормандские владения королю Франции Карлу V Мудрому, получив взамен город Монпелье.
Спустя несколько лет, после короткой передышки, Столетняя война снова пришла в Нормандию и причинила больший урон, чем её первая стадия. В августе 1415 года английский король Генрих V высадился в эстуарии реки Сены чтобы отвоевать земли, перешедшие к нему по наследству. Он осадил город Арфлёр, который в конце концов сдался. Затем он разбил французов при Азенкуре. Вернувшись ненадолго в Англию, Генрих V снова отправился в Нормандию; на этот раз у него была цель завоевать весь регион полностью. В 1419 году пала столица Нормандии, Руан. Англичане получили в свои руки большую часть французского королевства. В 1420 году был заключён договор в Труа, по которому Генрих V получал в жёны Екатерину, дочь короля Франции Карла VI Безумного; после смерти последнего Генрих V или его сын становился королём Франции и Англии. В 1422 году умерли Генрих V и Карл VI. Поскольку Генрих VI ещё был младенцем, регентство досталось герцогу Бедфорду. Он образовал в 1432 году университет в Кане и уважительно относился к особенностям Нормандии. Дворянство, духовенство и горожане Нормандии в большинстве своём встали на сторону короля Плантагенета, чьё правление в качестве герцога Нормандии и короля Франции представлялось легитимным. Однако навязанный им налоговый гнёт стал причиной народных возмущений. Герцог Бедфорд внёс значительный вклад в осуждение Жанны д’Арк на смертную казнь. 30 мая 1431 года Жанну захватили в плен при осаде Компьени и «продали» англичанам, которые сожгли её на костре после длительного судебного процесса в Руане. Прах Жанны д’Арк развеяли в Сене. В 1434 году налоговое бремя, установленное англичанами для финансирования своих военных походов, вызвало бунты во всём регионе. Весной 1449 года войска Карла VII вступили в Котантен, в низовья Сены и в центральную Нормандию, стремясь отвоевать Нормандию. Английская оккупация Нормандии закончилась в 1450 году в решающей битве при Форминьи, победу в которой одержал коннетабль Артур де Ришмон на территории современного департамента Кальвадос. Последним был освобождён город Шербур летом 1450 года. Нормандская знать встала на сторону капетингской династии и в её честь церкви покрыли геральдическими лилиями. Начался период восстановления зданий, повреждённых или разрушенных военными действиями.

### Бунт герцога Беррийского
Младший брат короля Франции Карл II был апанажным герцогом Нормандии. За участие в «Лиге общественного блага» король Людовик XI лишил брата нормандских владений. Вступив в конфликт с королём, Карл бежал в Бретань под защиту герцога Франциска II. Вместе они устроили поход в Нормандию в 1467—1468 годах. Но после первого успеха бретонское войско вернулось домой, а соперники заключили перемирие в Ансени.

## Эпоха Возрождения в Нормандии

### Начало XVI века

#### Возврат к благополучию
Столетняя война завершилась и Нормандия начала выходить из экономического и демографического кризиса. После бедствий военного периода 1337—1450 годов бурный демографический рост позволил Нормандии уже к 1530 году восстановить предвоенную численность своего населения. В 1517 году король Франции Франциск I образовал город и порт Гавр. В Руане суконные мастерские переживали период невиданного роста. Нормандские рыболовы ходили за сельдью в Балтийское море и за треской к Ньюфаундленду. На обратном пути они привозили соль из Геранда. К 1570 году возобновилось торговое судоходство в Ла-Манше, торговцы направлялись в Лондон и Антверпен. Нормандские коммерсанты завозили с Британских островов сырьё (шерсть, олово, кожу и др.), соль и алюминиевые квасцы. В Арфлёр прибывали испанские торговцы.

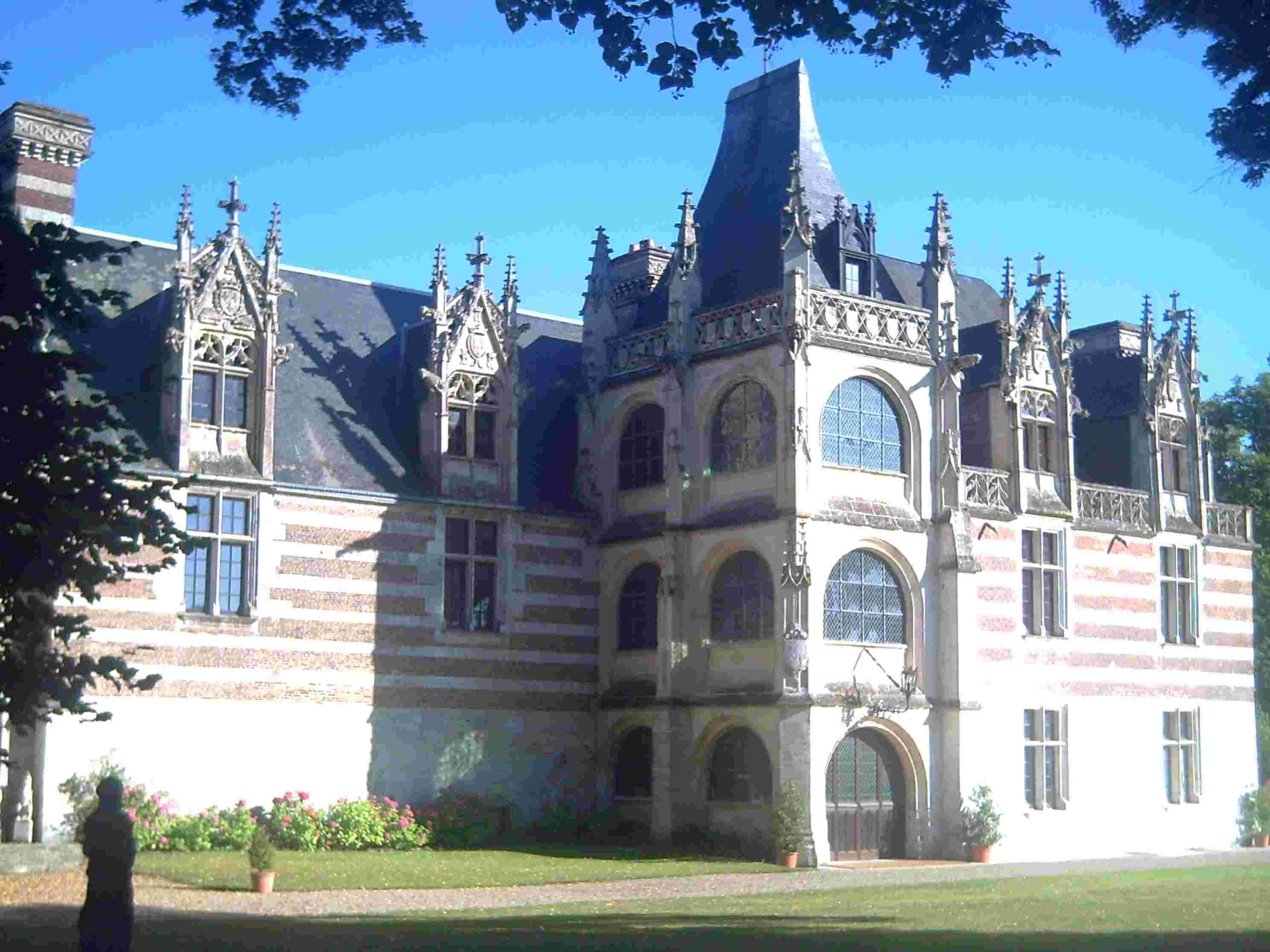
Замок д'Этелан, Приморская Сена

Нормандия также принимала участие в свершении важных географических открытий, в частности, в 1503 году из Онфлёра к берегам Бразилии отправился французский мореплаватель Бино Польмье де Гонневиль, другой онфлёрец, Жан Дени, в 1506 году в походе к Ньюфаундленду достиг устья реки Святого Лаврентия, в 1608 году в путь отправилась морская экспедиция под руководством Самюэля де Шамплена, в ходе которой был основан город Квебек. В период правления Франциска I дьеппский судовладелец Жан Анго снаряжал корабли в Суматру, Бразилию, Аргентину и Канаду. В Дьепе находилось училище гидрографии и картографии. Жители Руана снарядили итальянского мореплавателя Джованни да Верраццано на поиски древесины в Бразилию. В 1550 году в Руане на Сене был устроен грандиозный бразильский фестиваль в честь визита короля Франции Генриха II.
О динамичном развитии и благосостоянии Нормандии свидетельствует появление в ту эпоху бесчисленного количества усадеб, строившихся на сельских равнинах, и частных особняков, возводимых в крупных городах. Наконец, необходимо отметить, что Нормандия была широко открыта влиянию протестантизма.

#### Эпоха Ренессанса в архитектуре

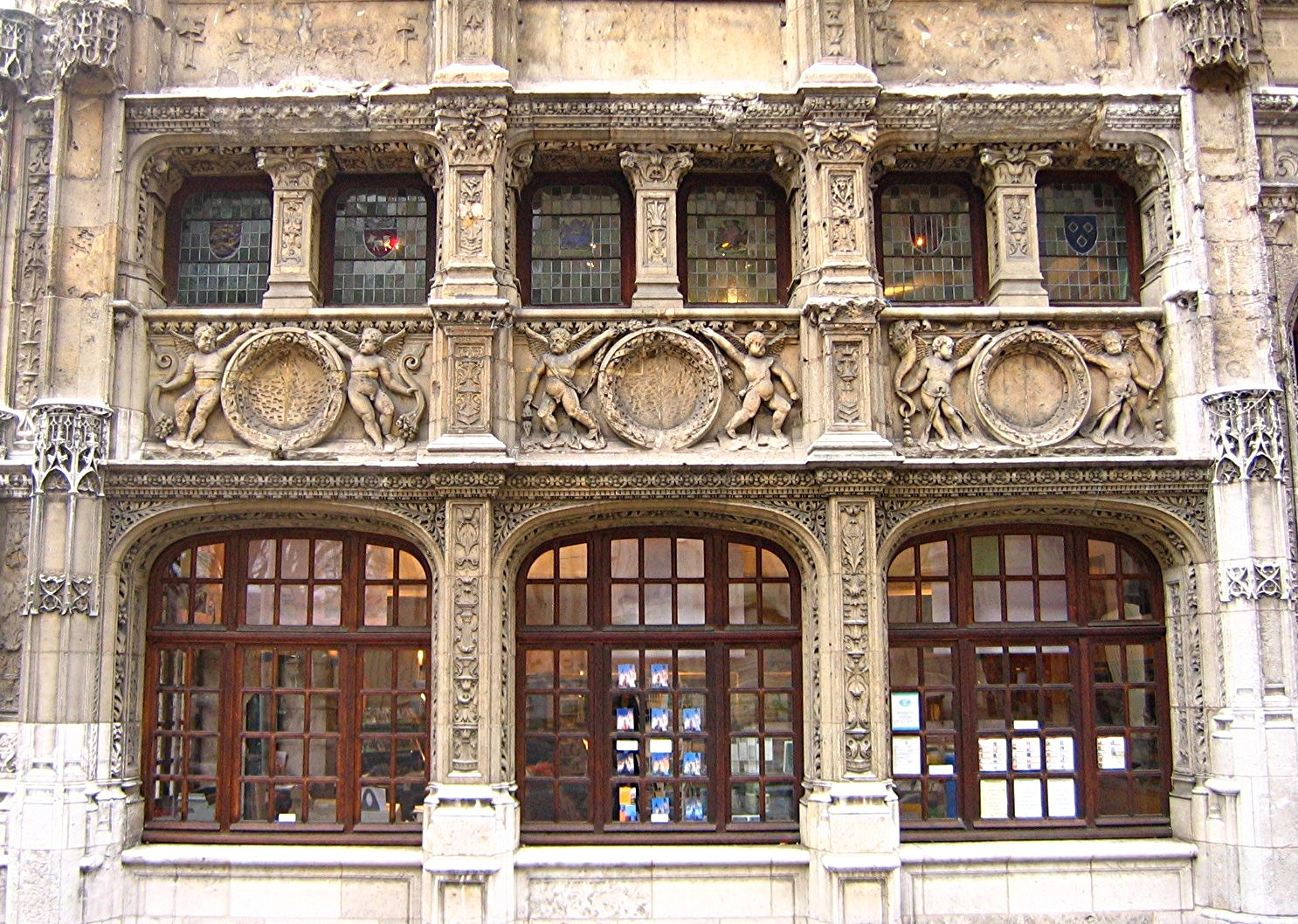
Финансовое бюро, Руан, 1510 год

Экономический подъём первой половины XVI века и наличие влиятельных меценатов стали основой возрождения в Нормандии. Многочисленные усадьбы и сельские замки получали конструктивные добавления в стиле ренессанса к своим традиционным готическим формам. Определённое изобилие декора стало характерной приметой той эпохи, причём как в городах, так и в сельской местности. В качестве строительных материалов использовали кирпич, древесину и тёсаный камень. Бурный рост этого строительства вскоре был остановлен начавшимися во второй половине XVI века религиозными войнами.

### Период религиозных войн
Протестантизм довольно рано закрепился в Нормандии (в 1530-х годах), преимущественно в городах. Первым нормандским городом, перешедшим в кальвинизм, стал Алансон, чему способствовала Маргарита Наваррская. Алансон сразу же стал центром движения Реформации, которое затронуло северную часть области Пеи-де-Ко, долину Сены (Кодбек-ан-Ко) и земли Бессена. Полуостров Котантен попал под идеи Реформации немного позже, во второй половине XVI века.
Успехи движения Реформации объясняются спекуляциями с индульгенциями и отсутствием приходских священников (кюре). Регион был достаточно зажиточен, его жители владели грамотой, Нормандия по причине развитой торговли была открыта внешним влияниям. Руан считается во Франции третьим центром книгопечатания. Множество печатников жили в Кане.
Протестантами были преимущественно мелкие дворяне, горожане Кана и текстильные ремесленники.
1562 год — начало религиозных войн: эпизоды иконоборчества в нескольких городах (Алансон, Руан, Кан, Кутанс, Байё); осада и разграбление Руана в октябре; договор в Хэмптон-корте (между протестантами и английской королевой)
1572 год — Варфоломеевская ночь: массовая резня протестантов в Руане
21 сентября 1589 года — битва при Арке
1590 год — битва при Иври
В конце XVI века протестантизм сдал свои позиции в Нормандии в целом, но это не относилось к городам Кан и Алансон, где он укоренился довольно прочно. На момент, предшествующий отмене Нантского эдикта в 1685 году эдиктом короля Людовика XIV, Нормандия была провинцией на севере Франции, в которой насчитывалось больше всего приверженцев Реформации. Числом 200 000 человек, они принадлежали к наиболее мастеровитой и предприимчивой части населения Нормандии. После отмены Нантского эдикта более 184 000 протестантов (92% от всего числа), пользуясь близостью моря, спешно бежали в Англию и Голландию, протестантские страны, с которыми они поддерживали тесные отношения. Свыше 26 000 нормандских жилищ оказались покинуты. Численность населения Руана сократилась с 86000 до 60000 человек. Примечательно, что королевство покинули около 4000 самых богатых жителей Кана (протестантов), занимавшихся, главным образом, морской торговлей, что привело к разорению местного населения, оставшегося без налаженных торговых каналов сбыта своей продукции. Эмигрировали все протестанты Кутанса, забрав с собой в Англию собственные текстильные мануфактуры. Половина из 800 протестантов, проживавших в Сен-Ло, уехали за границы Франции. Более половина из 300 протестантов податного округа Мортен обосновались в Англии и Голландии. Эмиграция владельцев компаний и хозяев мастерских вызвала также отток из Франции высококвалифицированных рабочих, причем не столько протестантов, сколько католиков, желавших сохранить свою занятость. Из-за этого, например, в Руане, Дарнетале, Эльбёфе, Лувье, Кодбеке, Гавре, Понт-Одеме, Кане и Алансоне за несколько лет пришли в упадок различные отрасли промышленности и торговли, процветавшие прежде. Упадок достиг такого уровня, что эта предприимчивая провинция могла едва обеспечить собственные нужды потребления.
В результате религиозных волнений около 80000 жителей Нормандии насильственно выслали в Пруссию, Голландию и Англию.

## Нормандия в эпоху короля Людовика XIV

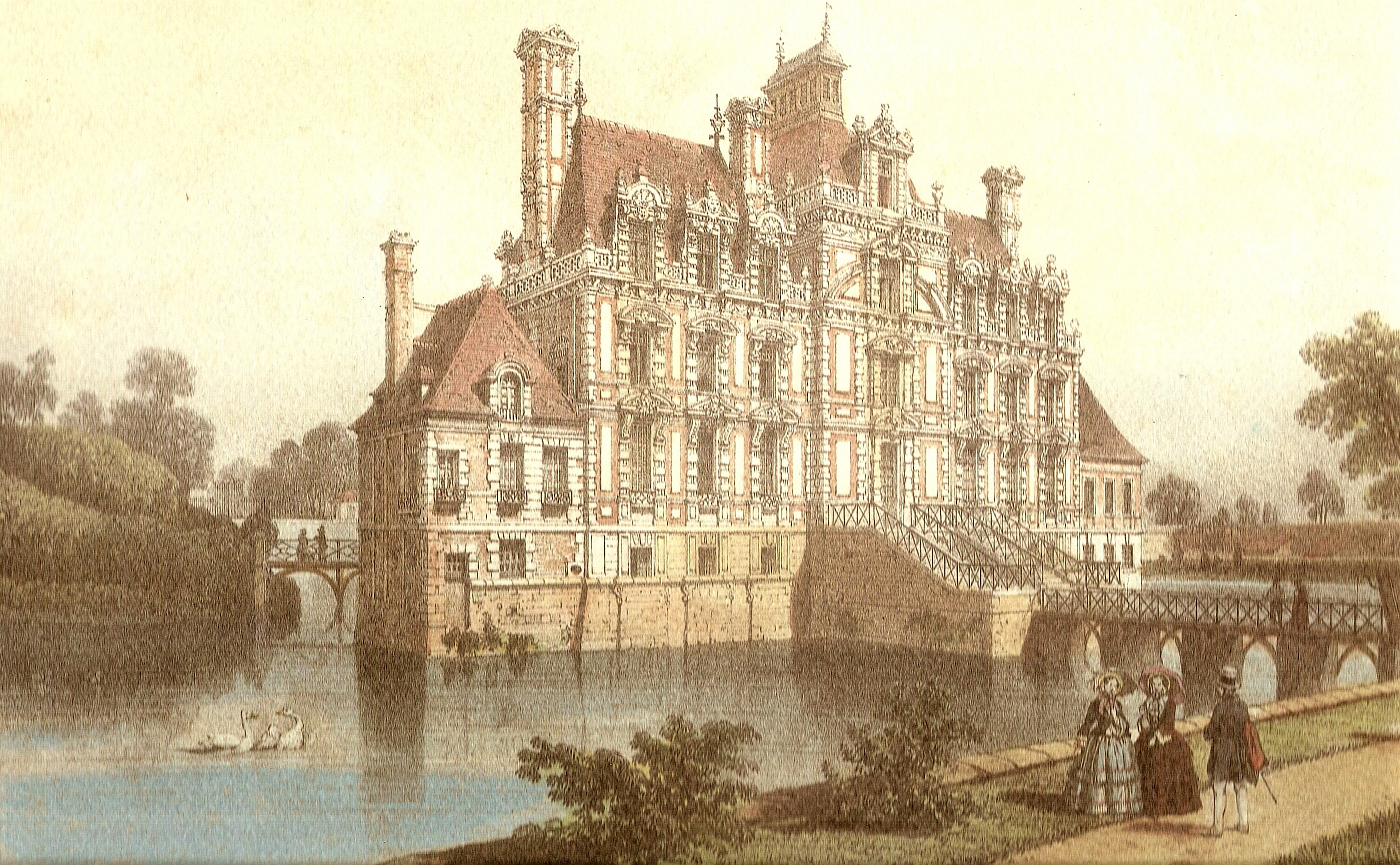
Замок Бомениль

Народное восстание, вошедшее в историю под названием восстание босоногих, поразило Нормандию в 1639 году. Поводом к нему стало решение короля Людовика XIII ввести пресловутый налог на соль на всей её территории. Незадолго до этого в провинции уже вспыхивали мятежи, вызванные ужесточением налогового гнёта — в 1623 году в Руане, затем в 1634 году. Восстание 1639 года было повсеместным, в нём приняли участие все основные города.
В 1667 году королевский министр Жан-Батист Кольбер основал королевскую суконную мануфактуру в нормандском Эльбёфе. В этот период Нормандия переживала короткий период благополучия. Налоговый пресс был даже немного понижен. Возведены и перестроены замки (Бальруа, Бомениль, Кани, Фламанвиль).

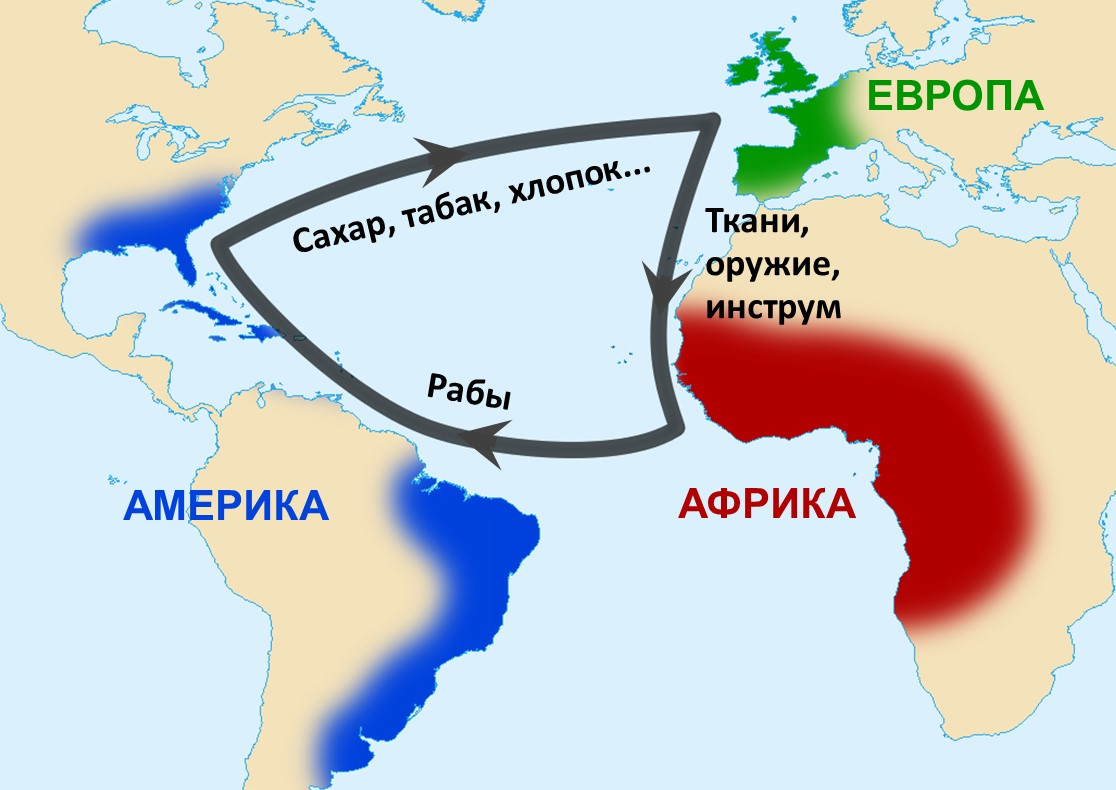
Маршрут Треугольной торговли

Но в 1689 году начинается война против Англии и побережье Нормандии подвергается нескольким атакам. В 1692 году французский военный флот терпит оскорбительное поражение в сражении при Барфлёре возле полуострова Котантен. В 1694 году орудийному обстрелу подверглись Гавр и Дьеп.
Укрепляются трансатлантические связи с Америкой. Представители Нормандии продолжают исследовать Новый Свет: уроженец Руана Рене-Робер Кавелье де Ла Саль путешествовал в районе Великих озёр в США и Канаде, а затем спустился по реке Миссисипи. Он открыл земли, расположенные между Квебеком и дельтой Миссисипи, которым дал название французской Луизианы. Онфлёр и Гавр являлись во Франции двумя главными портами торговли рабами. Некоторые нормандские семьи обогатились на этом занятии.
Вышедшие из Нормандии поселенцы Новой Франции (Квебек) считались весьма предприимчивыми. Самые древние семейства Квебека ведут своё происхождение из соседней с Нормандией исторической провинции Перш.

## Эпоха Просвещения

### Экономика Нормандии

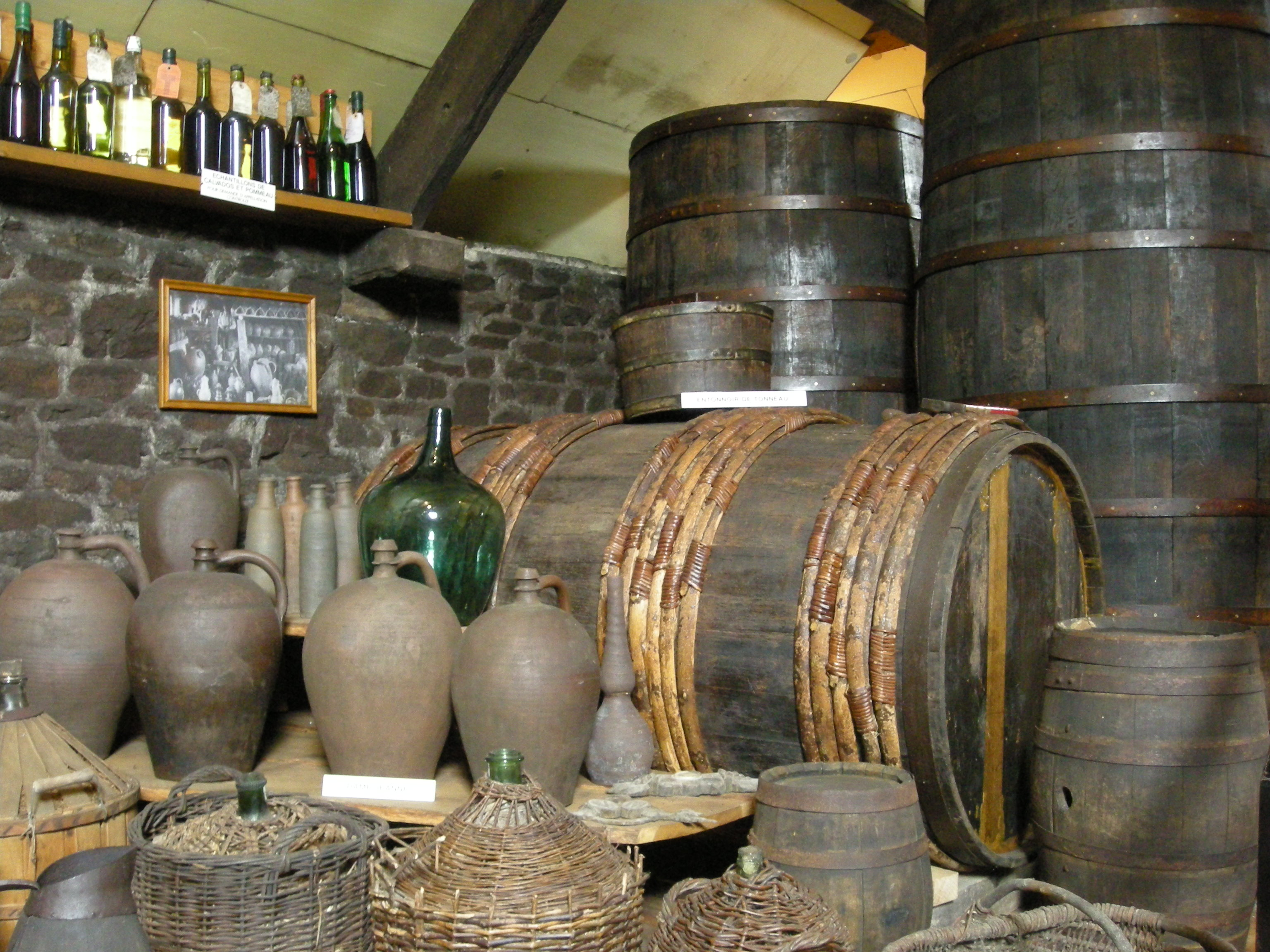
Производство сидра в Манше

В XVIII веке работорговля достигла своего апогея. Горожане Гавра, Руана и Онфлёра активно пользовались экономической выгодой, связанной с такой треугольной торговлей. В городах стала развиваться обработка хлопка, что послужило основой для промышленной революции. Выросло число мануфактур; их открывают в пригородах Руана. Однако, эти изменения коснулись главным образом современной Верхней Нормандии. Остальная часть провинции жила по большей части морской торговлей.
На фоне этих изменений роль сельского хозяйства оставалась значительной. Зерновые культуры выращивались в районах Пеи-де-Ко, Вексен, на равнинах возле Небура, Кана, Аржантана, молочное животноводство было развито в районах Пеи-де-Бре и Бессене, мясное животноводство — в районе Пеи-д'Ож, расширялись посадки яблонь для производства сидра, тогда как площадь виноградников сократилась. Нормандский бокаж приносил посредственные доходы.
Среди видов ремёсленных занятий особенное распространение на сельской равнине Нормандии имели прядильни и ткацкие мастерские. Руан остался наиболее крупным центром производства шерстяного драпа. В конце XVIII столетия здесь начали появляться хлопкопрядильные мануфактуры.
Металлургическая отрасль развивалась преимущественно в районе Алансона, в Пеи-д’Уш и на востоке Нормандии. В городке Вильдьё-ле-Поэль производили медную домашнюю утварь. Руан стал крупным центром производства стеклянных изделий, керамики, фарфора, книгопечати. Судостроительные верфи находились в Гавре, а также в Шербуре, Кане, Руане, Вилькье и Дьепендале. В долине Сены начали строить «химические» производства (рафинирование сахара). Англичане участвовали в незначительных модернизациях текстильной и металлургической отрасли Нормандии, предпринятых в XVIII веке.
В 1780 годах экономический кризис и крах Старого режима поразил в том числе и Нормандию, приведя к Великой французской революции.

### Революционный период в Нормандии

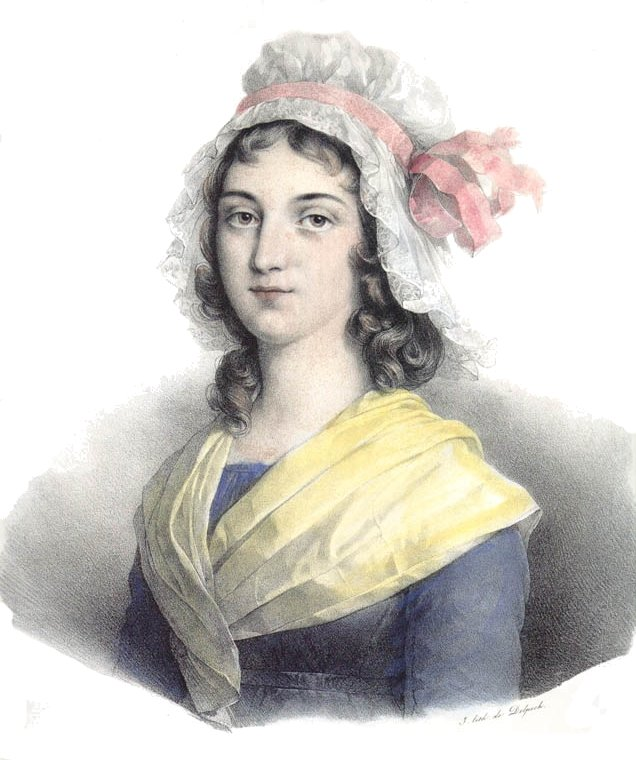
Шарлотта Корде, убийца Марата

На основании состава наказов, данных от третьего сословия депутатам Генеральных штатов в 1788—1789 годах, становятся понятны трудности и ожидания жителей Нормандии той поры; в частности особенно сильный протест вызывали цеховые корпорации, а также дорожные пошлины и портовые сборы. Плохие урожаи, бурный технический прогресс и последствия торгового соглашения 1786 года оказывали влияние в тот период на экономику и трудовую занятость в провинции. Жители Нормандии не желали смириться, главным образом, с высокими налогами.
На протяжении лета 1789 года провинция находилась во власти Великого страха, череды слухов о заговоре аристократов, направленном на подавление Революции. В 1790 году на территории Нормандии были учреждены пять административных департаментов. Вместе с Эпохой террора в Нормандию пришла эпоха искоренения христианства — Руанский собор был временно преобразован в «храм разума».
Жители Нормандии отказались поддержать народное ополчение, декретированное Национальным конвентом. После падения жирондистов 2 июня 1793 года несколько деятелей этой политической партии, в числе которых были Бюзо, Барбару, Гюаде, Луве де Кувре, Петион, бежали в Нормандию, где они пытались организовать федералистское восстание против Конвента. Им удалось собрать в Кане армию из 2000 добровольцев под командованием генерала Вимпфена, однако эта попытка потерпела провал после сражения у Брекура 13 июля.
11 июля 1793 года уроженка Нормандии Шарлотта Корде, жившая в Кане по соседству с объявленными вне закона жирондистами, убила одного из лидеров якобинцев, Марата.
В 1795 году восстание шуанов коснулось территории Нижней Нормандии. В годы правления Директории шайки роялистов устраивали перевороты в Домфроне, Теншебре, Вире.
В период Первой империи в Нормандии прокатилась новая волна народного недовольства, вызванная континентальной блокадой, воинской повинностью и неурожаем 1811 года.

## Индустриализация и перемены в сельской местности (XIX век)
Нормандцы спокойно относились к многочисленным политическим потрясениям, которыми был богат XIX век во Франции. Будучи осмотрительными, они в целом принимали происходившие смены центральной власти (Первая империя, Реставрация Бурбонов, Июльская монархия, Вторая республика, Вторая империя, Третья республика). 

### Перемены в промышленности и на транспорте

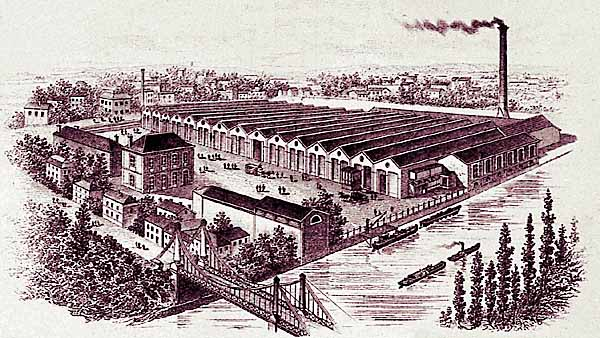
Красильная фабрика в Эльбёфе

- Экономическое возрождение после периода революционных войн (1792—1815 годы)
- Упразднение работорговли
- Появление пароходов на Сене и первых поездов; железнодорожная линия Париж—Руан была введена в строй 3 мая 1843 года, а в 1848 году её продлили до Гавра.
- Механизация производства текстиля, использование гидравлических машин. Рост количества заводов, преимущественно в Приморской Сене (Эльбёф, Больбек, Гавр, Лувье)
- Социальные результаты — пролетаризация, безработица, массовое переселение из деревень в города, эмиграция в США

На протяжении столетия, между 1800 и 1900 годами, численность населения Нормандии зафиксировалась примерно на уровне 2,4 миллиона жителей; однако за этим фактом кроется демографическое перераспределение внутри самой провинции. По большей части, численность городского населения росла, особенно в городах, переживавших эпоху промышленной революции. Речь идёт преимущественно о городах долины Сены (в первую очередь Гавр, Руан с пригородами, Эльбёф). Развиваются крупные заводы, главным образом текстильные, их владельцы нанимают по несколько сотен рабочих. Эта индустриализация поначалу опирается на использование гидроэнергии на реках, а впоследствии новый импульс придало использование паровых машин и открытие первых железнодорожных магистралей. Между тем, большая часть территории Нормандии осталась в стороне от этих изменений (особенно Нижняя Нормандия).

### Перемены в сельской местности

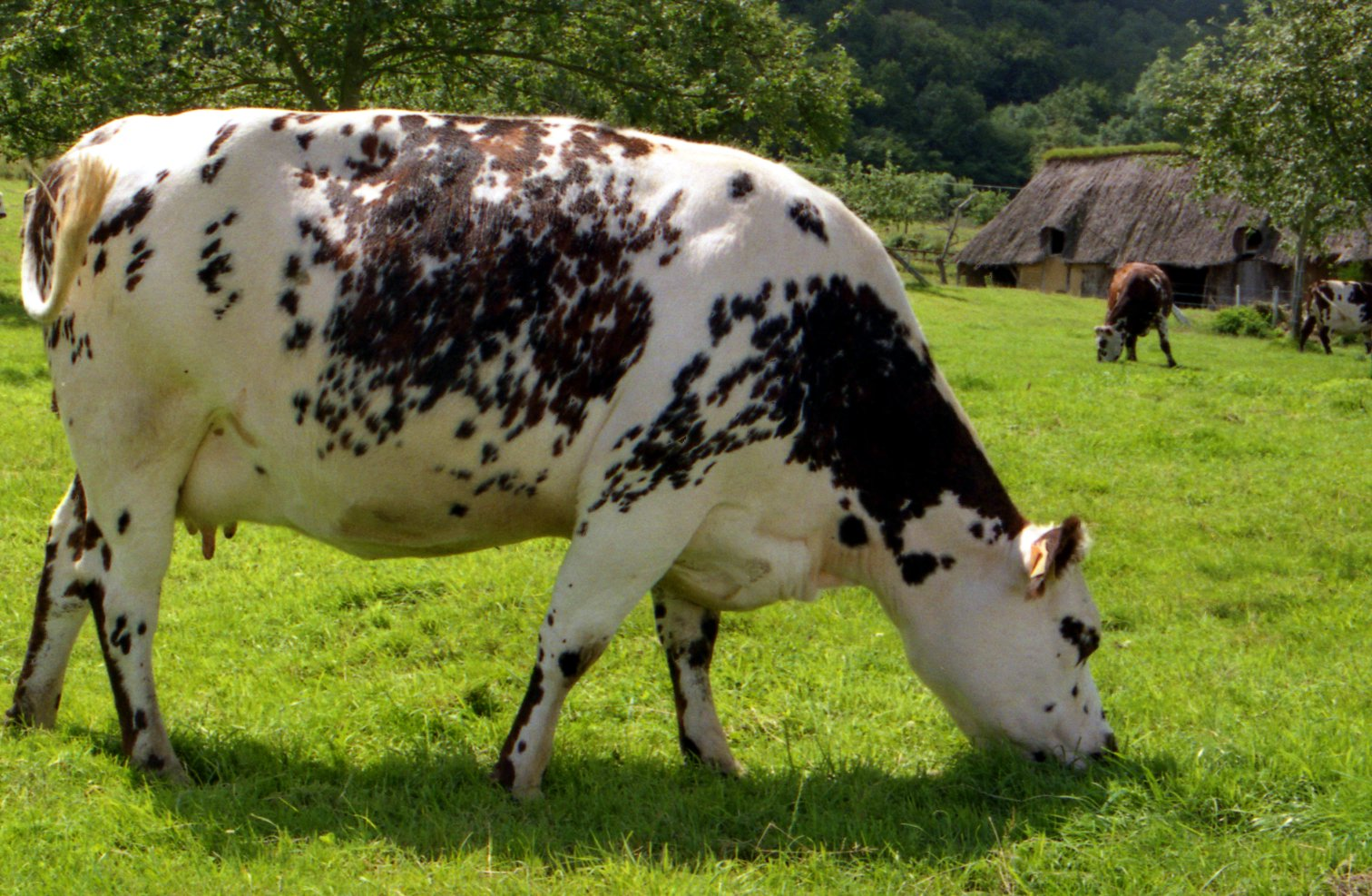
Нормандская корова среди яблонь

В целом сельское население в Нормандии сокращалось. Среди причин такого снижения называется переход к разведению скота, который охватил почти всю провинцию Нормандии. Этот род деятельности требует меньше рабочей силы, чем выращивание зерновых культур. Нормандские фермеры превратили свои поля в пастбища или сеяные луга, и принялись за производство молока и молочных продуктов. Сливки, масло и сыры Нормандии (в числе которых был известный камамбер) поступали на парижские рынки. До сих пор на упаковках экспортируемого камамбера можно видеть отчасти карикатурное отражение образа обильной и зелёной Нормандии.

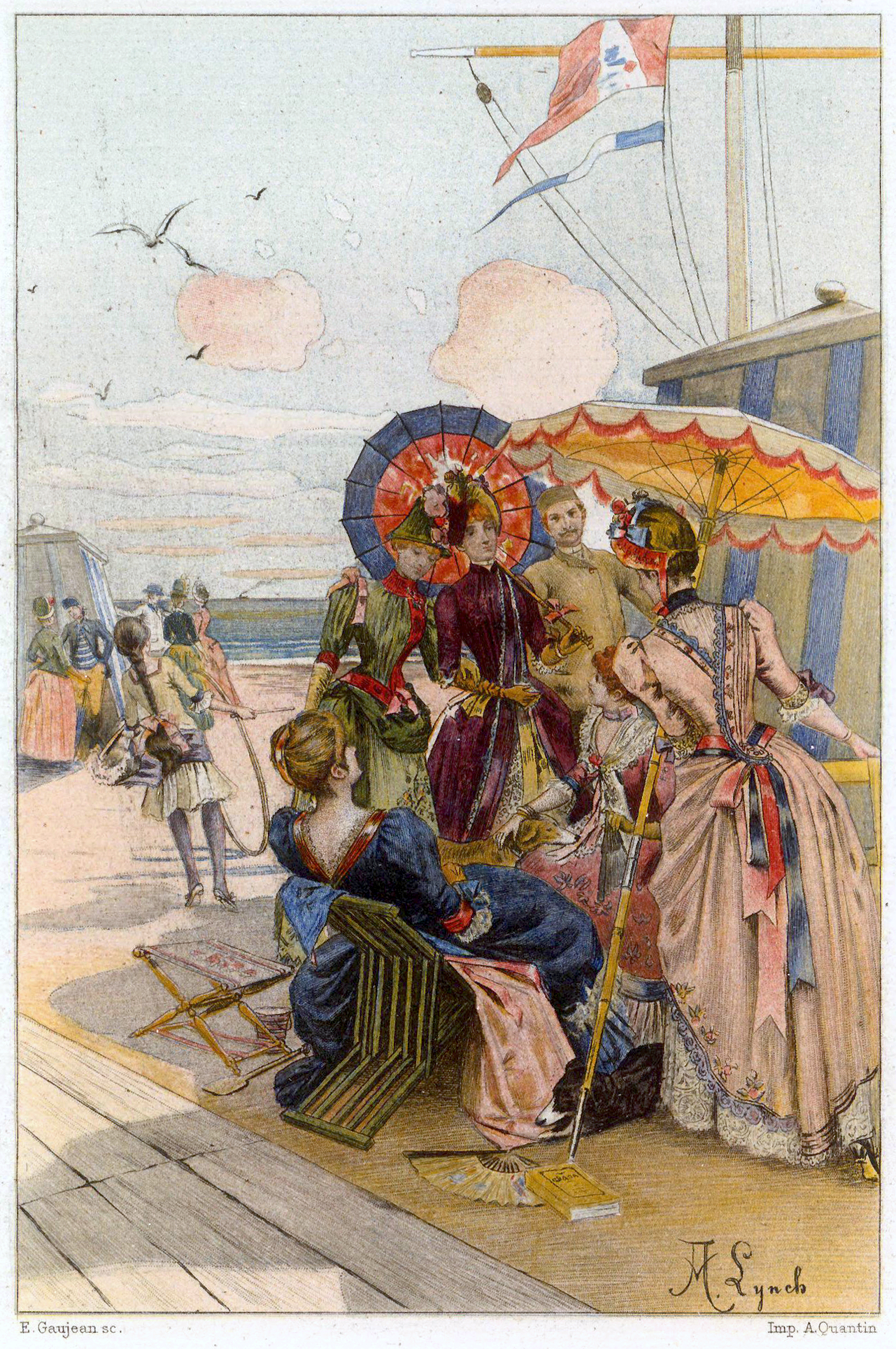
Девушки на пляже Нормандии (1887 год)

На побережье Нормандии в этот период стал активно развиваться туризм, новое для местной экономики направление деятельности. В XIX веке в Нормандии появились первые морские курорты. В начале Дьеп, а затем и целая вереница незначительных портов (Сен-Валери-ан-Ко, Этрета, Ле-Трепор, Трувиль, Довиль, Кабур) обзавелись роскошными виллами, казино и шикарными гостиницами. Парижские и английские аристократы и буржуа получили возможность вести светскую жизнь и на нормандском побережье, изображённом на шедеврах импрессионистов. 
Процветание этих курортных мест в ту эпоху резко контрастировало с сонным состоянием зажиточных прежде городов (Байё, Фалез, Алансон), упадком равнинных районов периода начала индустриализации (Пеи-д'Уш, окрестности Вира, равнина Кана и др.) и грязными кварталами промышленных городов (имея крайне высокий уровень смертности, Руан стал настоящим «домом престарелых»).

### Искусство и словесность
Индустриальные изменения оказали своё влияние на общество и искусство той эпохи. Нормандия имела важную роль в развитии нового направления искусства, импрессионизма, который зародился во Франции во второй половине XIX века. Множество уголков Нормандии, в частности отвесные скалы у Этрета, деревушка Живерни и Руанский собор, послужили источником мимолётных впечатлений или импрессионизма, термина, взятого из названия работы Клода Моне «Impression, soleil levant» (Впечатление. Восходящее солнце), представленной на парижском салоне 1874 года. 
Нормандия также вдохновляла творчество множества писателей, в числе которых был Оноре де Бальзак, приехавший в Нормандию в 1822 году к свой сестре Лауре Сюрвиль. В Нормандии он случайно встретил юную девушку, скрывавшуюся на землях возле Байё. Эта встреча впоследствии вдохновила автора на создание романов «Покинутая женщина» (фр. La Femme abandonnée) и «Гранатник» (фр. La Grenadière).

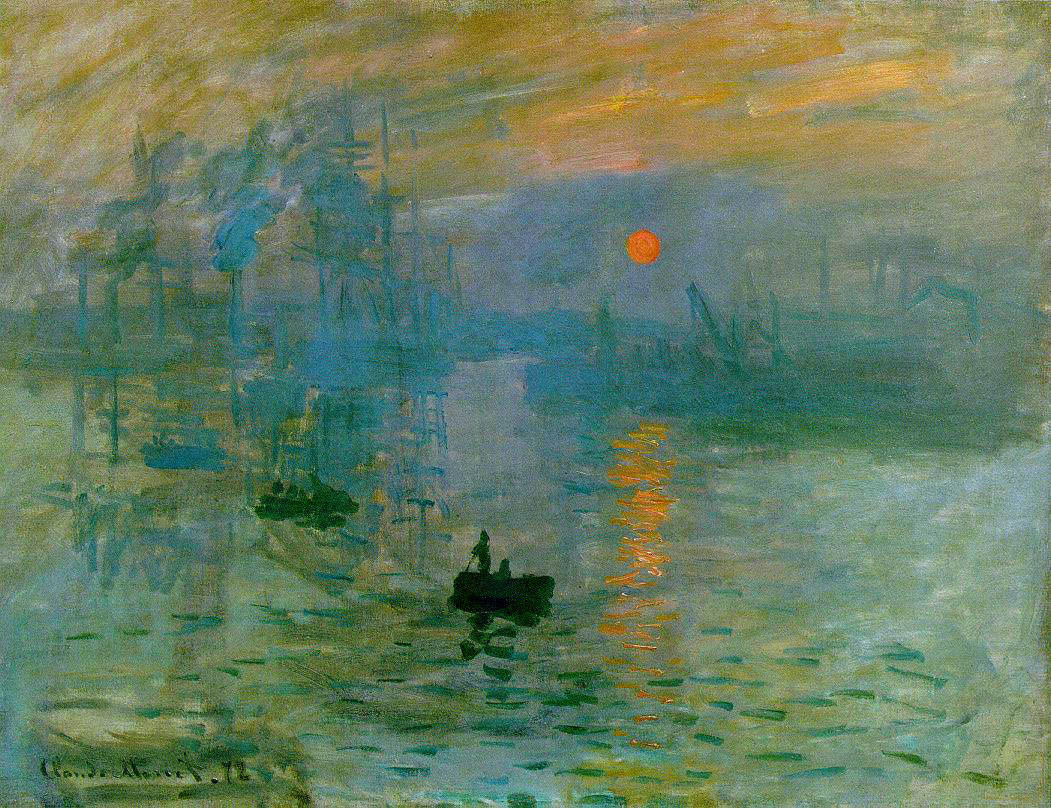
Клод Моне, Впечатление. Восходящее солнце, 1872 год, написано в порту Гавра

Нормандия была колыбелью многих великих французских писателей XIX века: 
- Жюль Барбе д’Оревильи
- Ги де Мопассан
- Гюстав Флобер
- Алексис де Токвиль
- Казимир Делавинь
- Альфонс Алле
- Октав Фейе
- Реми де Гурмон
- Морис Леблан
- Гектор Мало
- Анри де Ренье

В период существования Второй империи писатель Виктор Гюго, за противостояние императору Наполеону III был выслан из Парижа сначала на остров Джерси, а затем на остров Гернси. Его дочь Леопольдина утонула в Сене неподалёку от городка Вилькье в 1843 году и в её память Гюго написал поэму «Завтра, на рассвете…».

### Франко-прусская война 1870 года

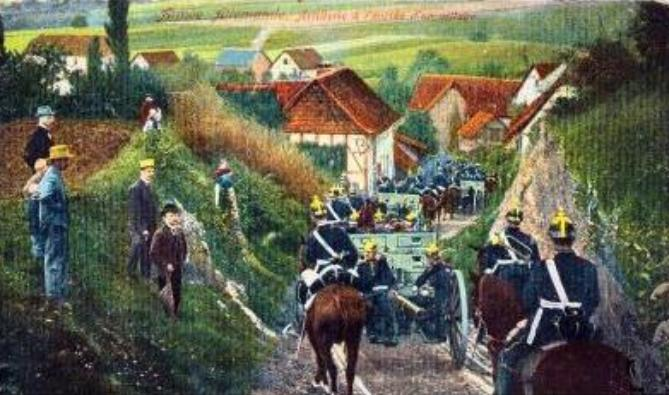
Прусская батарея полевой артиллерии входит во французскую деревню

Прусские войска вошли в Нормандию в октябре—ноябре 1870 года, пройдя через плато Вексена. Между французскими и прусскими войсками были многочисленные боевые столкновения, однако пруссаки безоговорочно доминировали над французами. Полностью дезорганизованная французская армия покинула Руан, который был занят пруссаками 5 и 6 декабря. В оккупированном Руане генерал фон Мантейфель основал префектуру и прусскую администрацию. Множество жителей пострадало от конфискации их имущества немецкой армией.
Тем временем французская армия отступала и генерал Бриан приказал отойти к Онфлёру, откуда планировалось морем переправиться в Гавр.
Это отступление не означало прекращения сопротивления. Генерал Руа, имея в своём распоряжении 10550 солдат и 14 орудий, попытался отбить Руан.
Французам удалось прорвать оборону противника, а также удалось отразить последующую контратаку пруссаков. Однако эта попытка стала последней, поскольку 25 января в Руан прибыл Великий герцог Мекленбургский для заключения «перемирия 28 января». Установленная демаркационная линия прошла от Этрета до Сен-Ромен-де-Кольбоска. Гавр остался французским и ему не довелось видеть прусских знамён.
Оккупация была тяжёлой и пруссаки довольно жестоко обращались с мирным населением . Вероятно, в этих негативных обстоятельствах у нормандцев сформировался устойчивый образ оккупантов, который позволил французам самоотверженно сражаться на фронтах Первой мировой войны в 1914 году.

## Первая мировая война
Первая мировая война пощадила земли Нормандии, но сражения проходили очень близко от её границ, дойдя в сентябре 1914 года до города Бове. При этом в нормандской коммуне Сент-Адресс 13 октября 1914 года разместилось правительство Бельгии в изгнании, а в Руане находилась английская военная база, упомянутая в романе Андре Моруа «Молчаливый полковник Брамбл» (фр. Les Silences du colonel Bramble).
Ввод в эксплуатацию 29 августа 1917 года доменной печи в Коломбеле позволил уменьшить последствия, вызванные оккупацией промышленных регионов Франции. Нормандские полки достойно сражались на фронтах Первой мировой войны.
Демографическая ситуация в Нормандии была весьма тяжёлой, поскольку к устойчивому падению рождаемости (падение началось ещё в XIX веке) присоединились военные потери. Сельскохозяйственное производство пришло в упадок из-за отсутствия достаточного количества рабочей силы, в промышленном производстве также случился кризис из-за нехватки квалифицированных рабочих.
1920-е годы в Нормандии не были отмечены особыми потрясениями, умеренность и осмотрительность руководила нормандцами при выборах местной власти, а также экономической политики региона. Благодаря Народному фронту в 1936 году миллионы работников впервые во Франции пошли в отпуск, и Нормандия готовилась встречать французов, никогда раньше не видевших море.

## Вторая мировая война

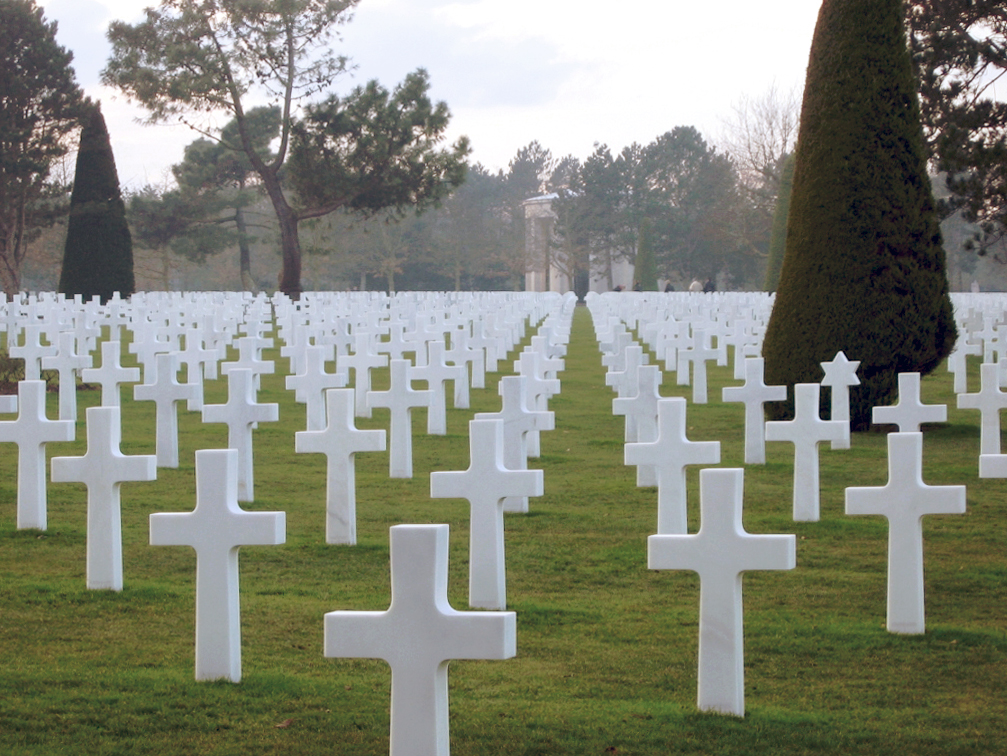
Американское военное кладбище в департаменте Кальвадос

В годы Второй мировой войны Нормандия стала одной из отправных точек в освобождении Европы войсками союзнических сил от фашистской оккупации. 06 июня 1944 года был дан старт Нормандской операции, самой крупной морской десантной операции за всю мировую историю. Высадка войск США, Великобритании, Канады и небольших контингентов других государств проходила на нескольких пляжах Кальвадоса и Манша. Так началась Нормандская операция, длившаяся вплоть до 12 сентября, когда капитулировал гарнизон Гавра.
В Нормандии множество музеев и мемориальных кладбищ относятся к этому периоду истории. Также в наше время сохранились железобетонные укрепления, так называемые блокгаузы, преимущественно на береговой линии, являвшиеся частью построенной немцами Атлантической стены.

## Вторая половина XX века

### Восстановление
Во время Второй мировой войны в Нормандии были разрушены множество городов и технических объектов.
- Огромное количество фахверковых домов и прочих исторических памятников в Руане, но кафедральный собор избежал существенных повреждений
- Весь исторический центр города Лизьё, но собор Святого Петра и строящуюся базилику удалось сохранить
- Множество зданий в Кане
- Город Сен-Ло был почти полностью стёрт с лица земли
- Город Вимутье был почти полностью уничтожен

### Новые трудности
В процессе образования административных регионов во Франции в 1956 году пять нормандских департаментов разделили между двумя регионами — Верхняя Нормандия и Нижняя Нормандия. Несмотря на то, что границы остались нетронуты, это размежевание снова возродило дискуссии о различиях, корни которых восходят к XVI и даже к XIV веку.
Такое разделение было осуществлено выпускником Национальной школы администрации Сержем Антуаном, который позже, в 2004 году, критиковал это разделение.
Спустя более чем 50 лет после своего административного разделения, которые прошли в постоянных политических ссорах, подогретых частными интересами, Нормандия в настоящее время склоняется к воссоединению. Исследуется вопрос сближения двух Нормандий. Результаты опроса общественного мнения, проведённого в марте 2009 года показали, что только 36% жителей Нижней Нормандии выступают за воссоединение.
Экономическая активность в современной Нормандии сосредоточена главным образом вдоль долины Сены и особенно на участке Гавр — Руан. Нормандия вовлечена в производственную цепочку и, благодаря своему динамичному развитию, включена в парижскую зону притяжения.

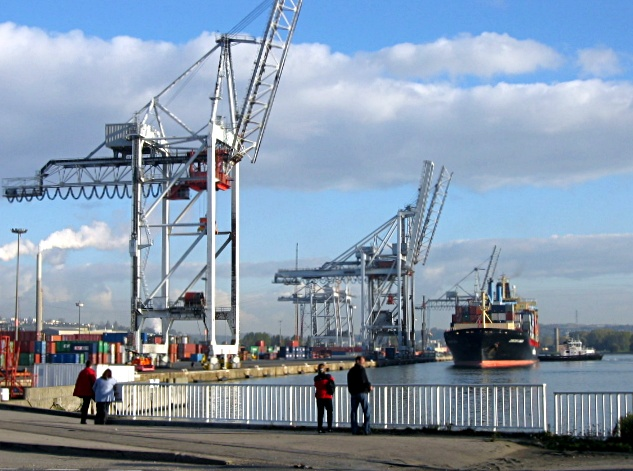
Контейнерный терминал в порту Гавра

Эстуарий Сены, служащий воротами к парижской агломерации, смог сохранить коммерческую активность в полном объёме, которая проходит через крупные порты Гавр и Руан.
Гавр является главным портом Франции в части морского сообщения с Северной Америкой, вторым нефтяным портом Франции и главным центром ввоза кофе, табака и хлопка. Без сомнения, гаврский Порт 2000 имеет потенциал для наращивания приёма и транзита грузов в третьем тысячелетии. Что касается Руана, здесь расположен важный нефтеналивной терминал, зерновой и продовольственный терминал. Регион имеет большой потенциал осуществления крупных промышленных и торговых проектов, благодаря перекрёстку речного и морского судоходства в бассейне Сены, имеющего важнейшее значение для всего парижского региона.
Верхняя Нормандия по праву является ключевым индустриальным центром северной Европы благодаря нефтеналивному терминалу Гавр-Антифер, рассчитанному на приём супертанкеров, Танкарвильскому мосту и, наконец, одному из самых длинных в мире вантовому мосту, Мосту Нормандии, связавшему район Гавра с Онфлёром.